# Liste der Biografien/Ur
Liste der Biografien |
Portal Biografien |
Personensuche
# |
A |
B |
C |
D |
E |
F |
G |
H |
I |
J |
K |
L |
M |
N |
O |
P |
Q |
R |
S |
T |
U |
V |
W |
X |
Y |
Z |
?
 
Ua |
Ub |
Uc |
Ud |
Ue |
Uf |
Ug |
Uh |
Ui |
Uj |
Uk |
Ul |
Um |
Un |
Uo |
Up |
Uq |
Ur |
Us |
Ut |
Uu |
Uv |
Uw |
Ux |
Uy |
Uz
Die Liste der Biografien führt alle Personen auf, die in der deutschsprachigen Wikipedia einen Artikel haben. Dieses ist eine Teilliste mit 907 Einträgen von Personen, deren Namen mit den Buchstaben „Ur“ beginnt.

## Ur
- Ur, alamannischer Gaukönig
- Ur-Baba, König des sumerischen Staates Lagasch am Ende des 3. Jahrtausend v. Chr.
- Ur-Nammu, sumerischer König der III. Dynastie von Ur
- Ur-Ninurta, sechste König der 1. Dynastie von Isin
- Ur-Nungal, sumerischer König

### Ura
- Ura, Juzo (* 2004), japanischer Fußballspieler
- Ura-Tarḫunta, König des Šeḫa-Flusslandes
- Urabe, Kumeko (1902–1989), japanische Schauspielerin
- Urabe, Ran (* 1995), japanische Langstreckenläuferin
- Urabe, Shizutarō (1909–1991), japanischer Architekt
- Urabe, Tarō (* 1977), japanischer Fußballspieler
- Urabi Pascha, Ahmed (1841–1911), ägyptischer Offizier und Führer der Urabi-Bewegung
- Urach, Albrecht von (1903–1969), deutscher Adeliger, Künstler, Journalist und Diplomat
- Urach, Elisabeth von (1894–1962), Zweite Tochter des Herzogs Wilhelm Karl von Urach, Gattin des ehemaligen Landesverwesers des Fürstentums LiechtensteinElisabeth von Urach (1894–1962)

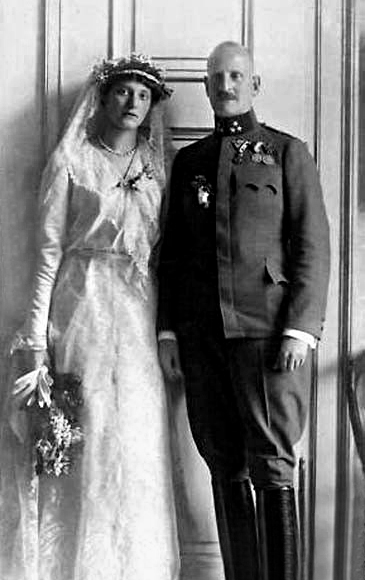
Elisabeth von Urach (1894–1962)

- Urach, Hedwig (1910–1943), österreichische Schneiderin und Widerstandskämpferin gegen den Nationalsozialismus
- Urach, Hubert (* 1945), österreichischer Musiker und Komponist
- Urach, Karl Gero von (1899–1981), deutscher Adeliger, Chef des Hauses Urach
- Urach, Karl Joseph von (1865–1925), Fürst von Urach, Graf von Württemberg
- Urach, Maria-Christine von (1933–1990), deutsche Maschinenbauingenieurin bei Daimler-Benz
- Urach, Sandra (* 1976), österreichische Langstreckenläuferin
- Urach, Wilhelm Fürst von (1897–1957), deutscher Maschinenbauingenieur
- Urach, Wilhelm Karl von (1864–1928), Chef des Hauses Urach und General der Kavallerie in der Württembergischen ArmeeWilhelm Karl von Urach (1864–1928)

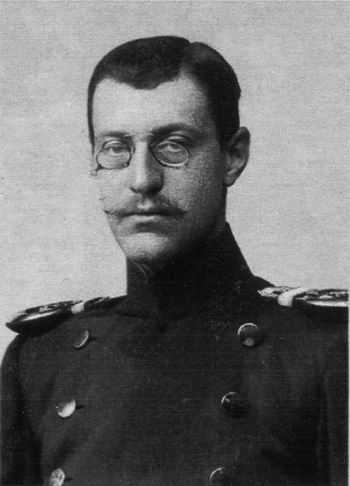
Wilhelm Karl von Urach (1864–1928)

- Urack, Otto (1884–1963), deutscher Violoncellist, Pianist, Dirigent und Komponist
- Úradník, Miroslav (* 1996), slowakischer Leichtathlet
- Uragami, Gyokudō (1745–1820), japanischer Maler, Musiker und Dichter
- Uragami, Shunkin (1779–1846), japanischer Maler im Nanga-Stil
- Uraganu,Tzancă (* 1990), rumänischer Manele- und Pop-Sänger
- Urago, François (1904–1975), französischer Radrennfahrer
- Urahilina, König von Hamath
- Urain, Gerhard (* 1972), österreichischer Ski-Langläufer
- ʿUraiʿr, Wadha bint Muhammad Āl († 1969), ein Ehefrau von ʿAbd al-ʿAzīz
- Urakami, Niki (* 1996), japanischer Fußballspieler
- Urakami, Takeshi (* 1969), japanischer Fußballspieler
- Ural, Bülent (* 1973), deutsch-türkischer Popmusiker
- Ural, Mihraç (* 1956), türkischer Milizenchef
- Ural, Murat (* 1987), Schweizer Fussballspieler und -trainer
- Ural, Onur (* 1997), türkischer Fußballspieler
- Uralawa, Jeudakija, belarussische Politikerin und Diplomatin
- Uralde, Pedro (* 1958), spanischer Fußballspieler
- Urales, Federico (1864–1942), spanischer Anarchist
- Uralp Palombo, Dilara (* 1995), türkische Regattaseglerin
- Uralski, Mark Leonowitsch (* 1948), russischer Schriftsteller, Dichter und Publizist
- Uralski, Wiktor Wladimirowitsch (1925–2009), sowjetischer bzw. russischer Theater- und Film-Schauspieler
- Uralski, Wladimir Michailowitsch (1887–1955), sowjetischer bzw. russischer Theater- und Film-Schauspieler
- Uralzewa, Nina Nikolajewna (* 1934), russische Mathematikerin
- Uram, Marek (* 1974), slowakischer Eishockeyspieler
- Uram, Matej (* 1983), slowakischer Skispringer
- Uramoto, Kentarō (* 1982), japanischer Fußballspieler
- Uran, Alojz (1945–2020), slowenischer Geistlicher, römisch-katholischer Erzbischof von Ljubljana
- Uran, Anton (1920–1943), österreichisches Opfer des Nationalsozialismus
- Uran, Boris (* 1983), österreichischer Popsänger
- Urán, Carlos, kolumbianischer Bahn- und Straßenradrennfahrer
- Urán, Juan (* 1983), kolumbianischer Wasserspringer
- Uran, Necdet (1910–1973), türkischer Admiral und Diplomat
- Urán, Rigoberto (* 1987), kolumbianischer RadrennfahrerRigoberto Urán (* 1987)

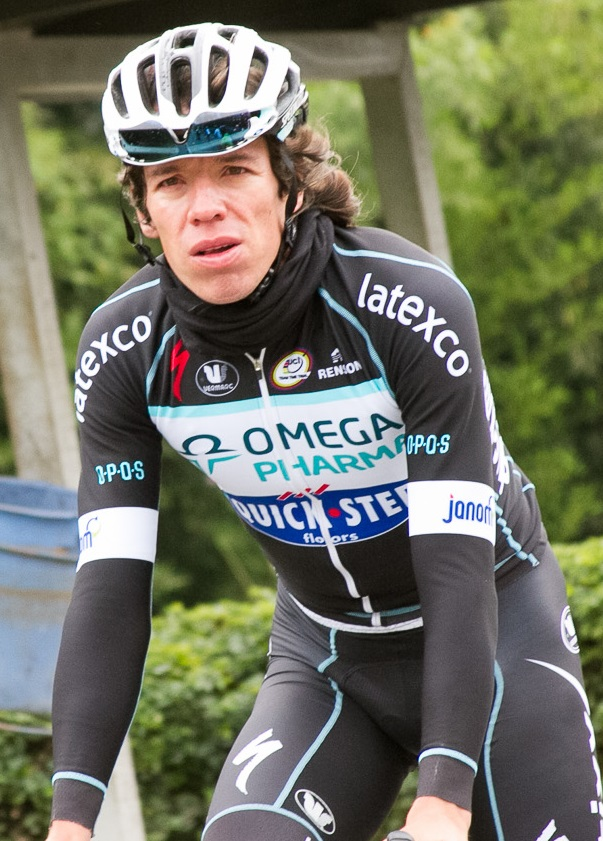
Rigoberto Urán (* 1987)

- Uran, Yıldırım (1955–2019), türkischer Fußballtrainer
- Uranga Muñoz, Enoé Margarita (* 1963), mexikanische Politikerin
- Uranga Romagosa, Nancy (1954–1976), kubanische Florettfechterin
- Uranga y Sáenz, Francisco (1863–1930), mexikanischer Geistlicher, römisch-katholischer Bischof von Cuernavaca
- Uranga, Gari (* 1980), spanischer Fußballspieler
- Uranga, Ian (* 1987), spanischer Fußballspieler
- Urango, Juan (* 1980), kolumbianischer Boxer im Halbweltergewicht, IBF-Weltmeister
- Uranius Antoninus, römischer Gegenkaiser
- Uranius, Heinrich (1492–1572), deutscher Humanist und Rektor der Schule von Emmerich
- Urankar, Hana (* 2001), slowenische Diskuswerferin
- Urankar, Jože (1939–2021), jugoslawischer Gewichtheber
- Urano, Hiroyuki (* 1981), japanischer Bogenbiathlet und Skilangläufer
- Urano, Yayoi (* 1969), japanische Ringerin
- Urantsetseg, Mönchbatyn (* 1990), mongolische Judoka
- Uranues, Selman, österreichischer Facharzt für minimalinvasive Chirurgie
- Urányi, János (1924–1964), ungarischer Kanute, Olympiasieger und Weltmeister
- Uras, Bengi İdil (* 1989), türkische Schauspielerin
- Uras, Mehmet Ufuk (* 1959), türkischer Politiker
- Urasawa, Naoki (* 1960), japanischer Mangaka (Comiczeichner)Naoki Urasawa (* 1960)

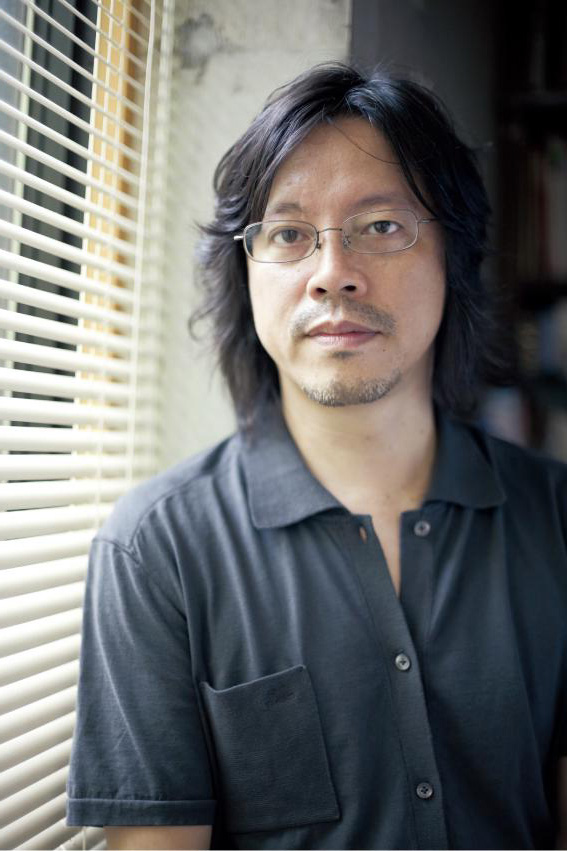
Naoki Urasawa (* 1960)

- Urasco, Berthe (* 1898), Schweizer Künstlerin der Art brut
- Urashima, Takahiro (* 1988), japanischer Fußballspieler
- Urasow, Erik Raschitowitsch (* 1979), udmurtischer Kommunalpolitiker
- Urasowa, Wladislawa Sergejewna (* 2004), russische Kunstturnerin
- Urassa, Beatus Christian (* 1965), tansanischer Ordensgeistlicher und römisch-katholischer Bischof von Sumbawanga
- Urata, Itsuki (* 1997), japanischer Fußballspieler
- Urata, Kenjirō (1941–2023), japanischer Komponist
- Urata, Naoki (* 1974), japanischer Fußballspieler
- Urata, Nick (* 1967), US-amerikanischer Multiinstrumentalist, Sänger und Filmkomponist
- Urata, Nobuhisa (* 1989), japanischer Fußballspieler
- Urata, Tadako (1873–1935), japanische Medizinerin
- Urata, Takeshi (1947–2012), japanischer Astronom
- Uray, Ernst Ludwig (1906–1988), österreichischer Komponist
- Uray, Hilde (1904–1990), österreichische Bildhauerin und Grafikerin
- Uray, Peter (* 1939), österreichischer Schauspieler
- Urayama, Kirio (1930–1985), japanischer Filmregisseur und Drehbuchautor
- Uraz, Fatih (* 1960), türkischer Fußballspieler
- Uraz, Onursal (1944–2021), türkischer Fußballspieler

### Urb
- Urb, Johann (* 1977), estnischer Schauspieler

#### Urba

##### Urbac
- Urbach, Alice (1886–1983), austrojüdische Köchin, Unternehmerin und Autorin
- Urbach, Alrun (* 1958), deutsche Ruderin
- Urbach, Dietrich (* 1935), deutscher Leichtathlet
- Urbach, Eithan (* 1977), israelischer Schwimmer
- Urbach, Elsa Olivia (* 1935), österreichische Malerin, Grafikerin und Grafik-Designerin
- Urbach, Ephraim (1912–1991), israelischer Judaist
- Urbach, Ernst (1872–1927), deutscher Komponist, Arrangeur und Flötist
- Urbach, Fritz Jürgen (* 1959), deutscher Brigadegeneral
- Urbach, Helmut (* 1942), deutscher Marathon- und Ultramarathonläufer
- Urbach, Jacqueline (1930–2022), Schweizer Unternehmensgründerin und Erfinderin der farbigen Kontaktlinse
- Urbach, Jascha (* 1980), deutscher Aktivist
- Urbach, Jonas (* 1982), deutscher Politiker (CDU), MdL
- Urbach, Josef (1889–1973), deutscher Maler und Grafiker
- Urbach, Karina (* 1968), deutsche Historikerin und AutorinKarina Urbach (* 1968)

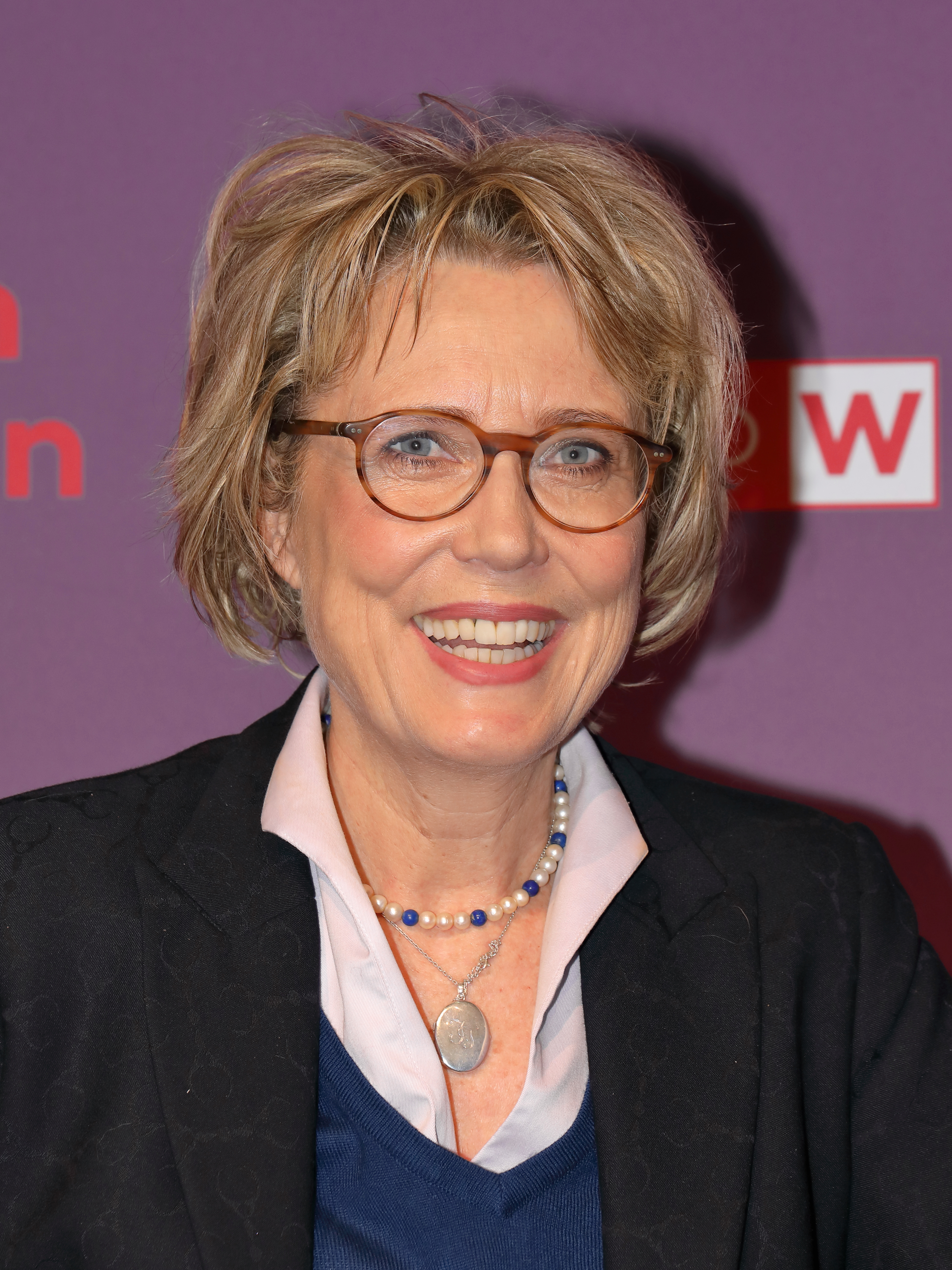
Karina Urbach (* 1968)

- Urbach, Lutz (* 1966), deutscher Kommunalpolitiker (CDU)
- Urbach, Matthias (* 1966), deutscher Wissenschaftsjournalist
- Urbach, Nils (* 1980), deutscher Wirtschaftsinformatiker und Hochschullehrer
- Urbach, Peter (1941–2011), deutscher V-Mann und Agent Provocateur des Berliner Verfassungsschutzes
- Urbach, Reinhard (* 1939), österreichischer Theaterwissenschaftler, Dramaturg, Theaterleiter
- Urbach, Tilman (* 1961), deutscher Autor und Regisseur
- Urbach, Walter (1925–2018), deutscher Maler und Grafiker

##### Urbae
- Urbáez, Joao (* 2002), dominikanisch-spanischer Fußballspieler

##### Urbah
- Urbahn de Jauregui, Heidi (1940–2024), deutsch-französische Germanistin, Professorin für deutsche Literatur und Essayistin
- Urbahn, Ernst (1888–1983), deutscher Schulleiter und Entomologe
- Urbahns, Hugo (1890–1946), deutscher Politiker (KPD), MdHB und MdR

##### Urbai
- Urbain, Achille (1884–1957), französischer Ethologe, Immunologe, Mikrobiologe, Tierarzt, Museumsdirektor und Zoodirektor
- Urbain, Félix, französischer Radrennfahrer
- Urbain, Georges (1872–1938), französischer Chemiker
- Urbain, Robert (1930–2018), belgischer Politiker
- Urbaitis, Mindaugas (* 1952), litauischer Komponist
- Urbaitis, Romualdas Kęstutis (1942–2022), litauischer Verfassungsrichter

##### Urbal
- Urbal, Victor d’ (1858–1943), französischer General

##### Urban
- Urban, Stückgießer
- Urban, walisischer Geistlicher, Bischof von Llandaff
- Urban I. († 230), Bischof von Rom (222–230)
- Urban II. († 1099), Papst (1088–1099)Urban II. († 1099)

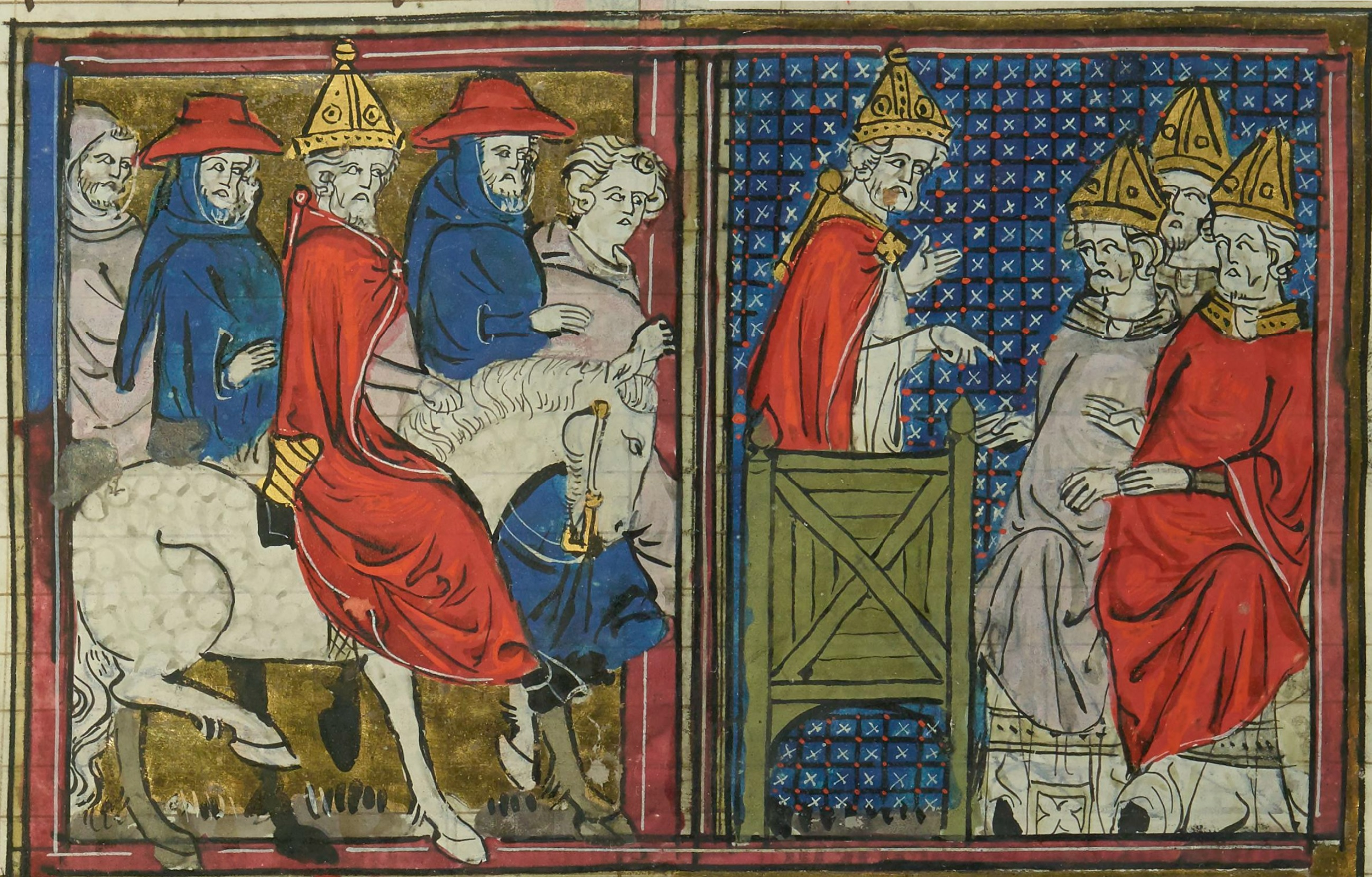
Urban II. († 1099)

- Urban III. († 1187), Papst (1185–1187)
- Urban IV. († 1264), französischer Geistlicher; Papst (1261–1264)
- Urban Le Febvre, Marie, französische Parfümeurin, Professorin für Parfümkreation und Autorin
- Urban V. (1310–1370), Papst (1362–1370)
- Urban VI. († 1389), Papst (1378–1389)
- Urban VII. (1521–1590), Papst (1590)
- Urban VIII. (1568–1644), italienischer Geistlicher, Papst (1623–1644)
- Urban von Langres, Bischof von Langres und AutunUrban von Langres

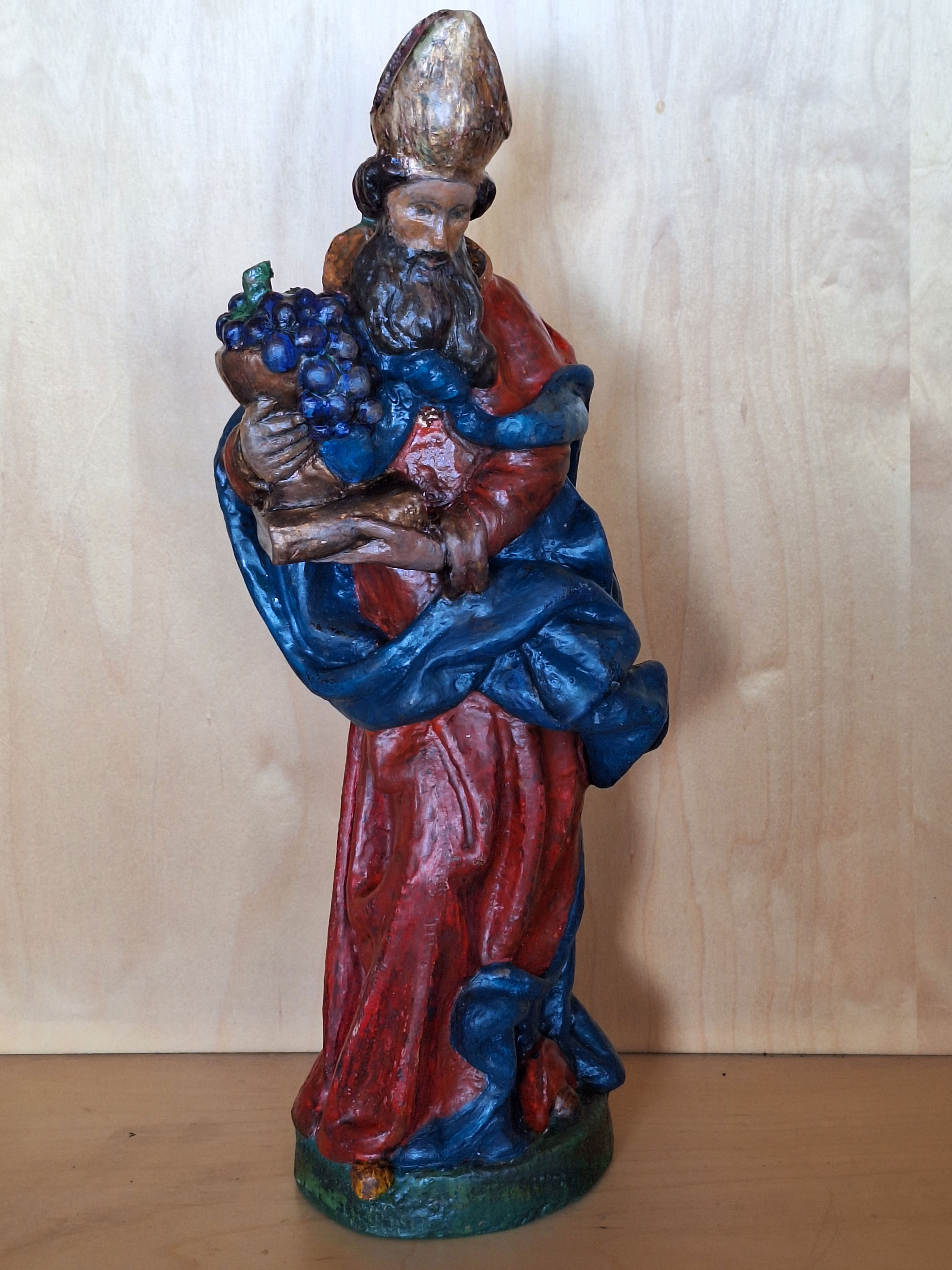
Urban von Langres

- Urban, Adolf (1914–1943), deutscher Fußballspieler
- Urban, Adrian (* 1966), deutscher Psychotherapeut, Publizist und Sachbuchautor
- Urban, Alexander (* 1980), deutscher Physiker
- Urban, Alexandra (* 1984), deutsche Tischtennisspielerin
- Urban, Alfons (* 1937), deutscher Politiker (CSU), MdL
- Urban, Anton (1827–1885), österreichischer Fabrikant
- Urban, Anton (1934–2021), tschechoslowakischer Fußballspieler
- Urban, Bonifaz Kaspar von (1773–1858), Erzbischof von Bamberg
- Urban, Brigitte, deutsche Biologin, Bodenkundlerin und Hochschullehrerin
- Urban, Cezary (* 1963), polnischer Politiker (Platforma Obywatelska), Mitglied des Sejm
- Urban, Christoph (1671–1756), deutscher evangelischer Kantor und Dichter
- Urban, Cornelia (* 1972), deutsche Politikerin (SPD)
- Urban, Daniel (* 1980), deutscher Schauspieler, Moderator und Schauspielcoach
- Urban, Denny (* 1988), US-amerikanischer Eishockeyspieler
- Urban, Dirk (* 1969), deutscher Kugelstoßer
- Urban, Eberhard (1942–2019), deutscher Autor
- Urbán, Edit (* 1961), ungarische Tischtennisspielerin
- Urban, Emil K. (1934–2014), US-amerikanischer Ornithologe
- Urban, Eric, französischer Mathematiker
- Urban, Ernst (1838–1923), deutscher Verleger
- Urban, Ernst (1874–1958), deutscher Apotheker
- Urbán, Eszter (* 1984), ungarische Fußballschiedsrichterin
- Urban, Eugen (1868–1929), deutscher Maler und Grafiker
- Urban, František (1868–1919), tschechischer Maler, Plakatkünstler, Grafiker und Illustrator
- Urban, Friedrich-Ludwig (1806–1879), deutscher Tierarzt, Freireligiöser, Urchrist und Barrikadenkämpfer
- Urban, Georg (1892–1976), deutscher Theologe und Pfarrer
- Urban, Georg (* 1908), deutscher Politiker (GB/BHE, GDP, CDU), MdL
- Urban, Georg (1925–2005), deutscher Schiffsmakler und Politiker (CDU)
- Urban, Gotthard (1905–1941), deutscher Politiker (NSDAP), Stabsleiter im Amt Rosenberg, MdR
- Urban, Günter (1926–2017), deutscher Bauhistoriker und Hochschulrektor
- Urban, Hans (* 1978), deutscher Politiker (Bündnis 90/Die Grünen), MdL
- Urban, Hans Jörg (1940–2021), deutscher römisch-katholischer Theologe und Ökumeniker
- Urban, Hans-Jürgen (* 1961), deutscher Gewerkschafter
- Urban, Hartmut (1941–1997), österreichischer Künstler, Maler und Grafiker
- Urban, Heinrich (1837–1901), deutscher Komponist, Geiger und Musikpädagoge
- Urban, Heinz (1925–1977), deutscher Politiker (SPD), MdL
- Urban, Helmut (* 1971), österreichischer Schauspieler und Kabarettist
- Urban, Henry (* 1920), deutscher Radrennfahrer
- Urban, Henry F. (1862–1924), deutschsprachiger Schriftsteller
- Urban, Hermann (1866–1946), deutscher Landschaftsmaler
- Urban, Horst (1936–2010), tschechischer Rennrodler
- Urban, Horst (* 1939), österreichischer Gold- und Silberschmied
- Urban, Ignaz (1848–1931), deutscher Botaniker
- Urban, Jan (* 1962), polnischer Fußballspieler und -trainerJan Urban (* 1962)

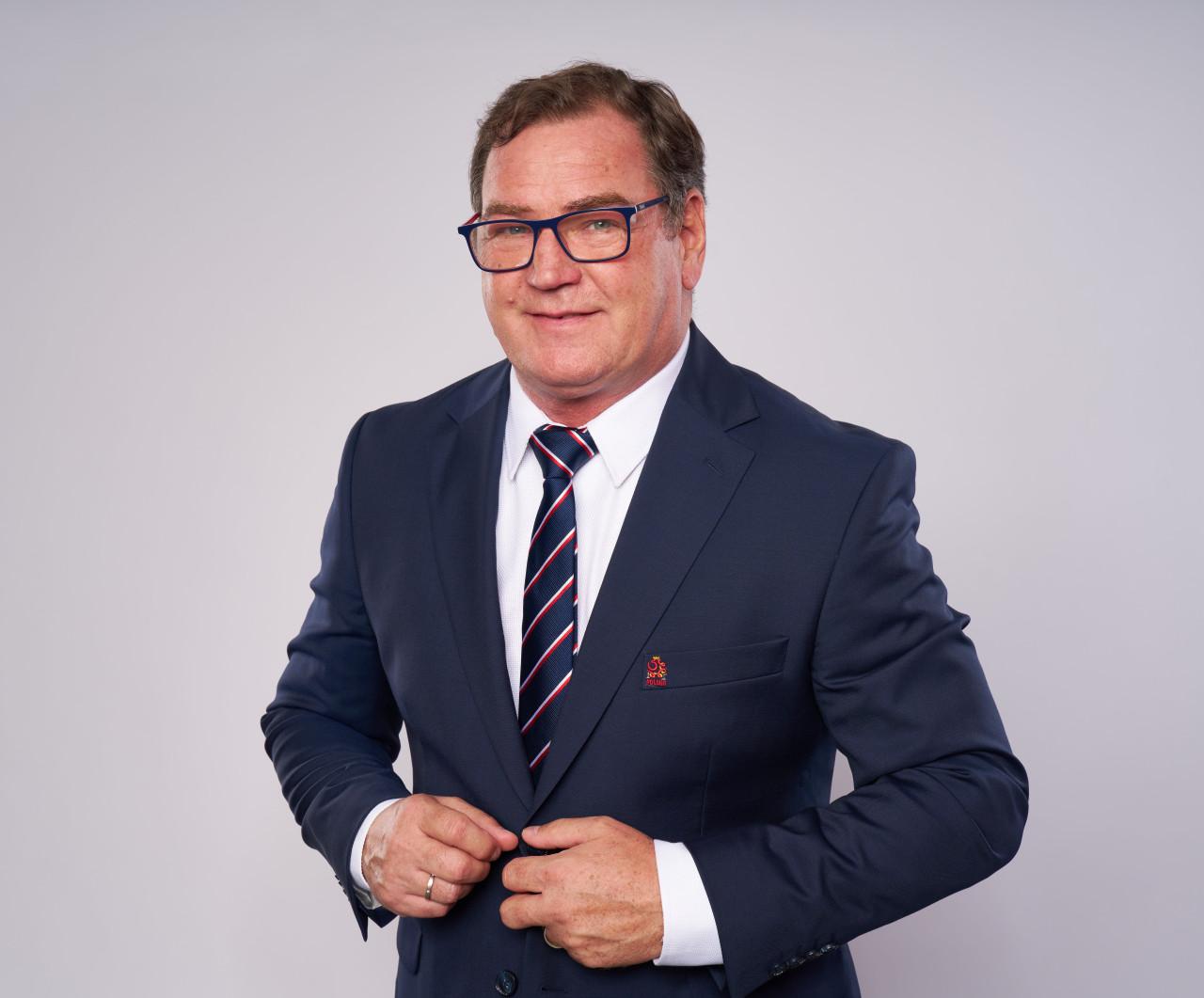
Jan Urban (* 1962)

- Urban, Jens, deutscher Drehbuchautor
- Urban, Jerzy (1933–2022), polnischer Journalist und Publizist
- Urban, Jochen (* 1983), deutscher Ruderer
- Urban, Johann (1863–1940), österreichischer Chemiker und Industrieller
- Urban, Jörg (* 1964), deutscher Politiker (AfD)
- Urban, Josef (1899–1968), tschechoslowakischer Ringer
- Urban, Josef Peter (* 1951), deutscher Archivar
- Urban, Joseph (1872–1933), österreichisch-amerikanischer Architekt, Illustrator, Bühnenbildner
- Urban, Julia (* 1972), deutsche Schauspielerin
- Urban, Karl (1855–1940), böhmisch-österreichischer Politiker, Landtags- und Reichsratsabgeordneter sowie Handelsminister
- Urban, Karl (* 1972), neuseeländischer SchauspielerKarl Urban (* 1972)

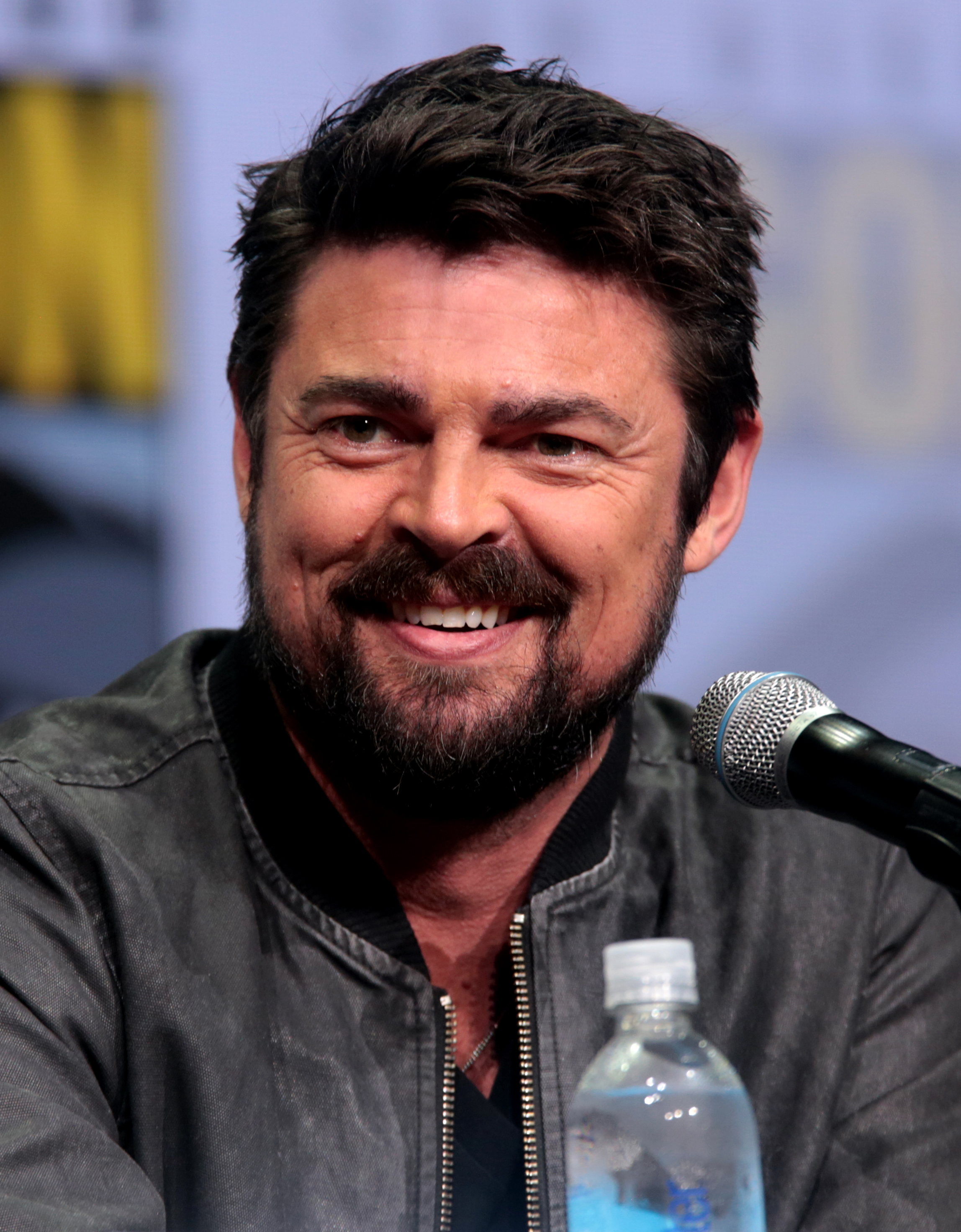
Karl Urban (* 1972)

- Urban, Karl (* 1984), deutscher Wissenschaftsjournalist
- Urban, Karl von (1802–1877), österreichischer Feldmarschallleutnant
- Urban, Keith (* 1967), neuseeländisch-australischer Musiker
- Urban, Klaus (1934–2012), deutscher Schauspieler und Intendant
- Urban, Klaus K. (* 1944), deutscher Wissenschaftler, Autor, Musiker und Künstler
- Urban, Knut (* 1941), deutscher Physiker und Hochschullehrer
- Urban, Lea (* 1994), deutsche Schauspielerin und Sängerin
- Urban, Leonhard (* 1942), deutscher Fußballspieler
- Urban, Luboš (* 1957), tschechischer Fußballspieler und -trainer
- Urban, Ludwig (1876–1946), österreichischer Industrieller und Politiker
- Urban, Malte (* 1974), deutscher Radrennfahrer
- Urban, Marco (* 1970), deutscher Fotojournalist und Verbandsvorsitzender
- Urban, Marcus (* 1971), deutscher FußballspielerMarcus Urban (* 1971)

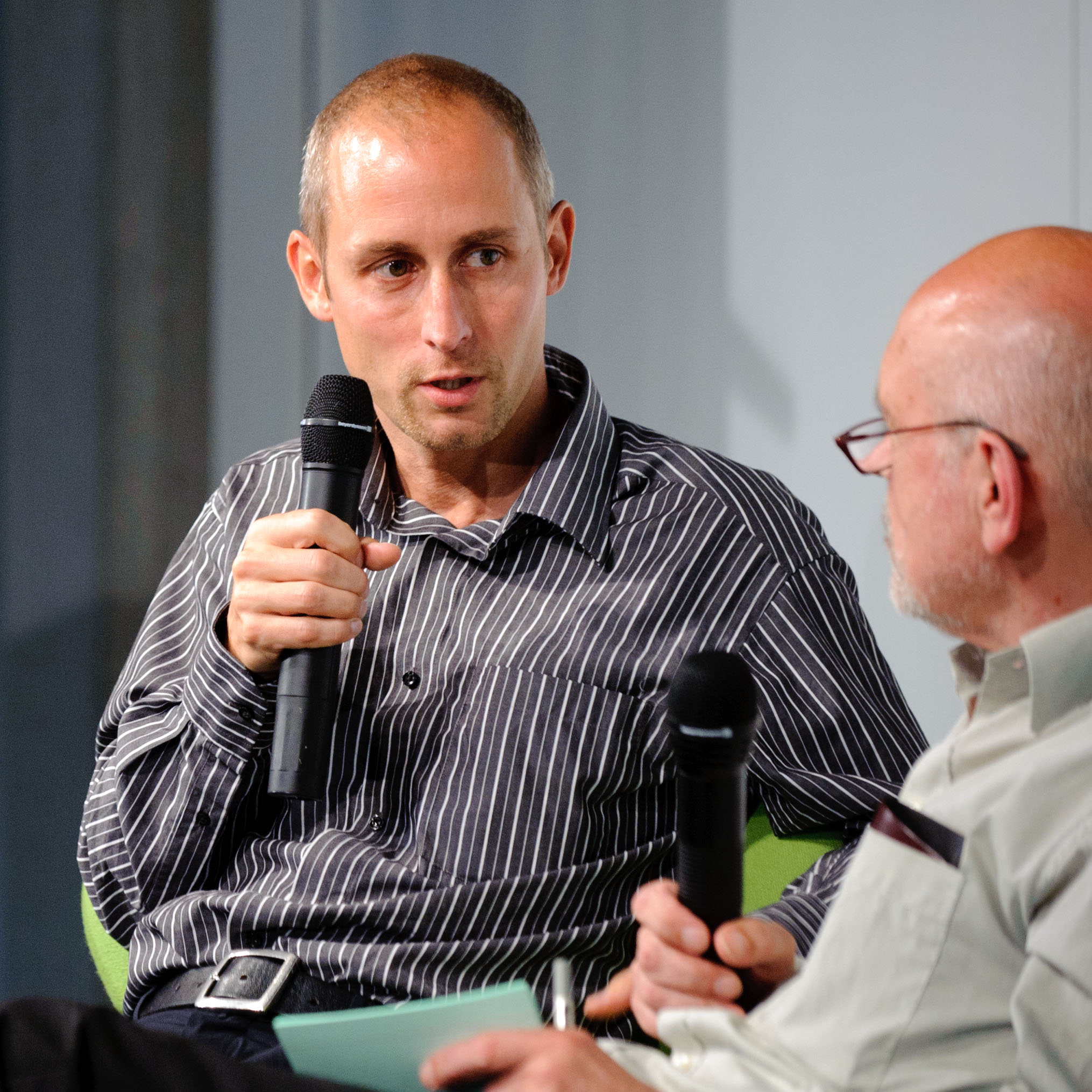
Marcus Urban (* 1971)

- Urban, Maria (1930–2019), österreichische Schauspielerin
- Urban, Martin (1913–2002), deutscher Kunsthistoriker
- Urban, Martin (* 1936), deutscher Physiker, Wissenschaftspublizist und Sachbuchautor
- Urban, Max (* 1984), Schweizer Hip-Hop und R&B-Sänger
- Urban, Melf (* 2001), deutscher Volleyballspieler
- Urban, Michael (* 1943), deutscher Politiker (CDU), MdA
- Urban, Michael (* 1983), deutscher Fußballspieler
- Urbán, Miguel (* 1980), spanischer Sozialaktivist und Politiker (Podemos), MdEP
- Urban, Milo (1904–1982), slowakischer Autor
- Urban, Oliver (* 1967), deutscher Kommunalpolitiker (SPD) und Rechtsanwalt
- Urban, Otto (1938–1996), tschechoslowakischer Historiker
- Urban, Otto Helmut (* 1953), österreichischer Prähistoriker und Hochschullehrer
- Urban, Patrick (* 1990), deutsch-polnischer Karateka
- Urban, Paul (* 1901), deutscher Grafiker
- Urban, Paul (1905–1995), österreichischer theoretischer Physiker
- Urban, Peter (1941–2013), deutscher Schriftsteller und Übersetzer
- Urban, Peter (* 1948), deutscher RadiomoderatorPeter Urban (* 1948)

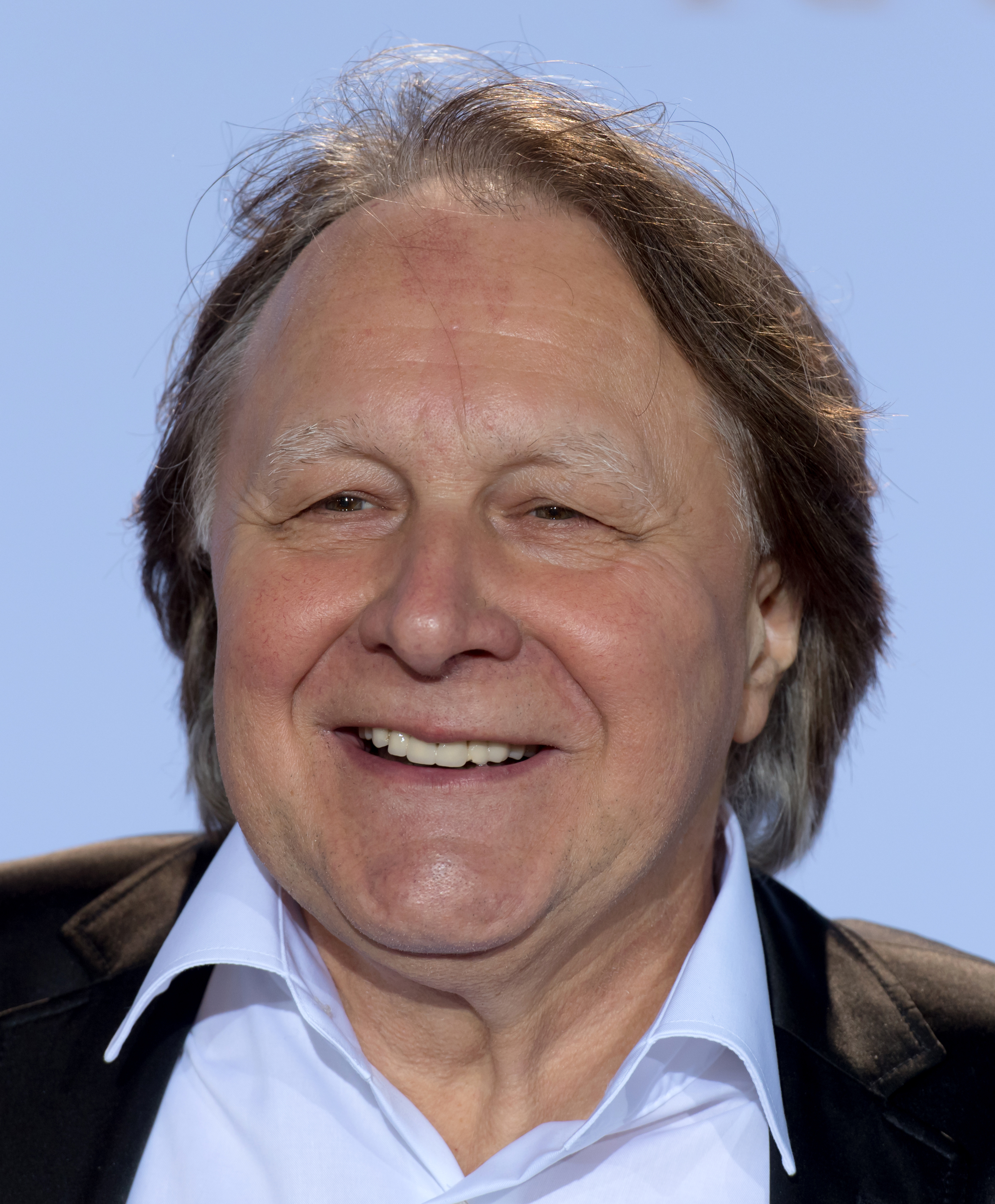
Peter Urban (* 1948)

- Urban, Petr (* 1960), tschechischer Rennrodler, Zeichner und Illustrator
- Urban, Petra (* 1957), deutsche Literaturwissenschaftlerin und Schriftstellerin
- Urban, Petra (* 1968), deutsche Opern-, Operetten- und Musicalsängerin (Mezzosopran)
- Urban, Ralf (* 1943), deutscher Althistoriker und Hochschullehrer
- Urban, Reinhold (1880–1917), deutscher evangelikaler Autor und Verleger, „Zigeunermissionar“
- Urban, Reva (1925–1987), US-amerikanische Malerin und Grafikerin
- Urban, Robert (1826–1899), preußischer Verwaltungsbeamter, Landrat
- Urban, Robin (* 1994), deutscher Fußballspieler
- Urban, Rudolf (1914–1961), deutscher Kraftfahrer, Maueropfer
- Urban, Sabine (* 1976), deutsche Schauspielerin
- Urban, Sebastian (1852–1930), deutscher Brauereibesitzer und Kommunalpolitiker
- Urban, Simon (* 1975), deutscher Autor
- Urban, Štěpán (1913–1974), tschechischer Gitarrist, Komponist, Musikpädagoge, Anthroposoph, Esperanto-Dichter und Schriftsteller
- Urban, Stephan (* 1961), deutscher Biochemiker, Virologe und Hochschullehrer
- Urban, Thomas (* 1954), deutscher Journalist und SachbuchautorThomas Urban (* 1954)

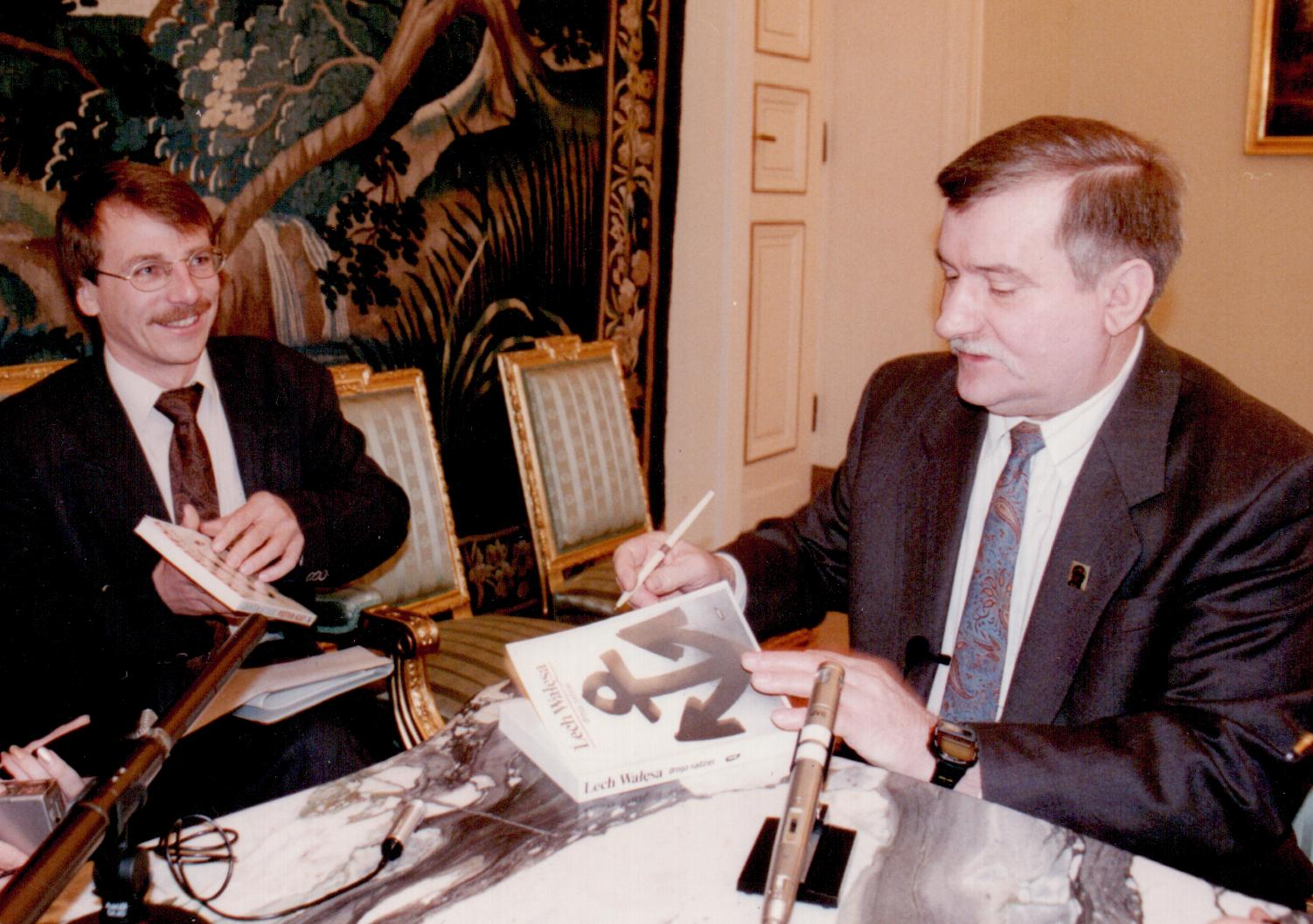
Thomas Urban (* 1954)

- Urban, Thomas (* 1969), deutscher Wirtschaftsinformatiker
- Urban, Tomáš (* 1989), slowakischer Handballspieler
- Urban, Ulrich, deutscher Dirigent und Pianist
- Urbán, Víctor (1934–2024), mexikanischer Organist und Komponist
- Urban, Werner (1927–2021), deutscher Mittelschullehrer (Realschulkonrektor), Hobby-Archäologe
- Urban, Wilhelm (1793–1833), deutscher Schauspieler und Librettist
- Urban, Wilhelm (1908–1973), deutscher Politiker (SPD), MdA, MdB
- Urban, William Stewart Mitchell d’ (1836–1934), britischer Botaniker und Zoologe
- Urban, Wincenty (1911–1983), polnischer Geistlicher, Hochschullehrer, Weihbischof in Gnesen, Kapitularvikar von Breslau
- Urban, Wolfgang (* 1945), deutscher Wirtschaftsmanager
- Urban, Wolfgang (* 1948), deutscher Diözesankonservator
- Urbán, Zita (* 2002), ungarische Mittelstrecken- und Hindernisläuferin
- Urban-Emmerich, Hugo (1887–1939), tschechoslowakischer Automobilrennfahrer
- Urban-Halle, Peter (* 1951), deutscher Literaturkritiker und literarischer Übersetzer
- Urban-Kneidinger, Lola (1901–1989), deutsche Schauspielerin
- Urbanavičienė, Daina (* 1976), litauische Politikerin
- Urbanavičius, Justinas (* 1982), litauischer Politiker, Mitglied des Seimas
- Urbanč, Dejan (* 1984), slowenischer Fußballspieler
- Urbanč, Jakob (* 2004), slowenischer Hammerwerfer
- Urbanč, Luis (* 1958), argentinischer Geistlicher, Bischof von Catamarca
- Urbanc, Rok (* 1985), slowenischer Skispringer
- Urbancic, Elisabeth (1925–2021), österreichische Kostümbildnerin und Bühnenbildnerin
- Urbančič, Marjan (* 1964), jugoslawischer Skispringer
- Urbancic, Melitta (1902–1984), österreichisch-isländische Sprachwissenschaftlerin, Schauspielerin, Lyrikerin und Bildhauerin
- Urbančič, Nataša (1945–2011), jugoslawische Speerwerferin
- Urbancic, Sibyl (* 1937), österreichische Musikerin
- Urbancic, Victor (1903–1958), österreichischer Komponist, Dirigent, Pädagoge und Musikwissenschaftler
- Urbancová, Dagmar (* 1983), tschechische Fußballspielerin
- Urbańczyk, Andrzej (* 1936), polnischer Segler und Autor
- Urbańczyk, Elżbieta (* 1971), polnische Kanutin
- Urbańczyk, Janusz (* 1967), polnischer römisch-katholischer Geistlicher, Erzbischof und Diplomat des Heiligen Stuhls
- Urbanczyk, Klaus (* 1940), deutscher FußballspielerKlaus Urbanczyk (* 1940)

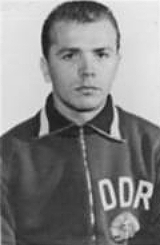
Klaus Urbanczyk (* 1940)

- Urbanczyk, Lothar (1903–1986), deutscher Politiker (SPD), MdL
- Urbańczyk, Stanisław (1909–2001), polnischer Philologe
- Urbańczyk-Olejarczyk, Aleksandra (* 1987), polnische Schwimmsportlerin
- Urbanec, Bartolomej (1918–1983), slowakischer Komponist und Dirigent
- Urbaneck, Manuel (* 1985), deutscher Filmregisseur, Drehbuchautor und Schauspieler
- Urbánek, Aleš (* 1980), tschechischer Fußballspieler
- Urbanek, Dietmar (* 1949), deutscher Fußballtorwart
- Urbanek, Hans (* 1948), österreichischer Dirigent
- Urbanek, Hermann (* 1948), österreichischer Redakteur, Sachbuchautor und Science-Fiction-Experte
- Urbánek, Jiří (1944–2009), tschechischer Jazzmusiker
- Urbanek, Johann (1910–2000), österreichischer Fußballspieler
- Urbanek, Julius (1881–1949), österreichischer Maschinenbauer und Hochschullehrer
- Urbánek, Karel (* 1941), tschechoslowakischer kommunistischer Politiker
- Urbánek, Karel (1972–2007), tschechischer Fußballspieler
- Urbanek, Kurt (1884–1973), deutscher Verwaltungsjurist
- Urbanek, Paul (* 1964), österreichischer Jazzpianist und -komponist
- Urbanek, Robert (* 1987), polnischer Diskuswerfer
- Urbanek, Walter (1919–2010), deutscher Philologe und Lyriker
- Urbanek, Willi, deutscher Drehbuchautor und Regisseur
- Urbánek, Zdeněk (1917–2008), tschechischer Schriftsteller, Übersetzer, Hochschulpädagoge und Unterzeichner der Charta 77
- Urbani, Carlo (1956–2003), italienischer Arzt
- Urbani, Dino (1882–1958), italienischer Fechter
- Urbani, Giovanni (1900–1969), italienischer Kardinal der römisch-katholischen Kirche und Patriarch von Venedig
- Urbani, Giuliano (* 1937), italienischer Politiker
- Urbani, Massimo (1957–1993), italienischer Jazzsaxophonist
- Urbani, Simone (* 1992), italienischer Skilangläufer
- Urbani, Valentino, Kastratensänger Alt und Tenor
- Urbaniak, Dorota (* 1972), kanadische Ruderin
- Urbaniak, Hans-Eberhard (1929–2024), deutscher Gewerkschaftssekretär und Politiker (SPD), MdB
- Urbaniak, Hilde, deutsche Kanutin
- Urbaniak, James (* 1963), US-amerikanischer Schauspieler und SynchronsprecherJames Urbaniak (* 1963)

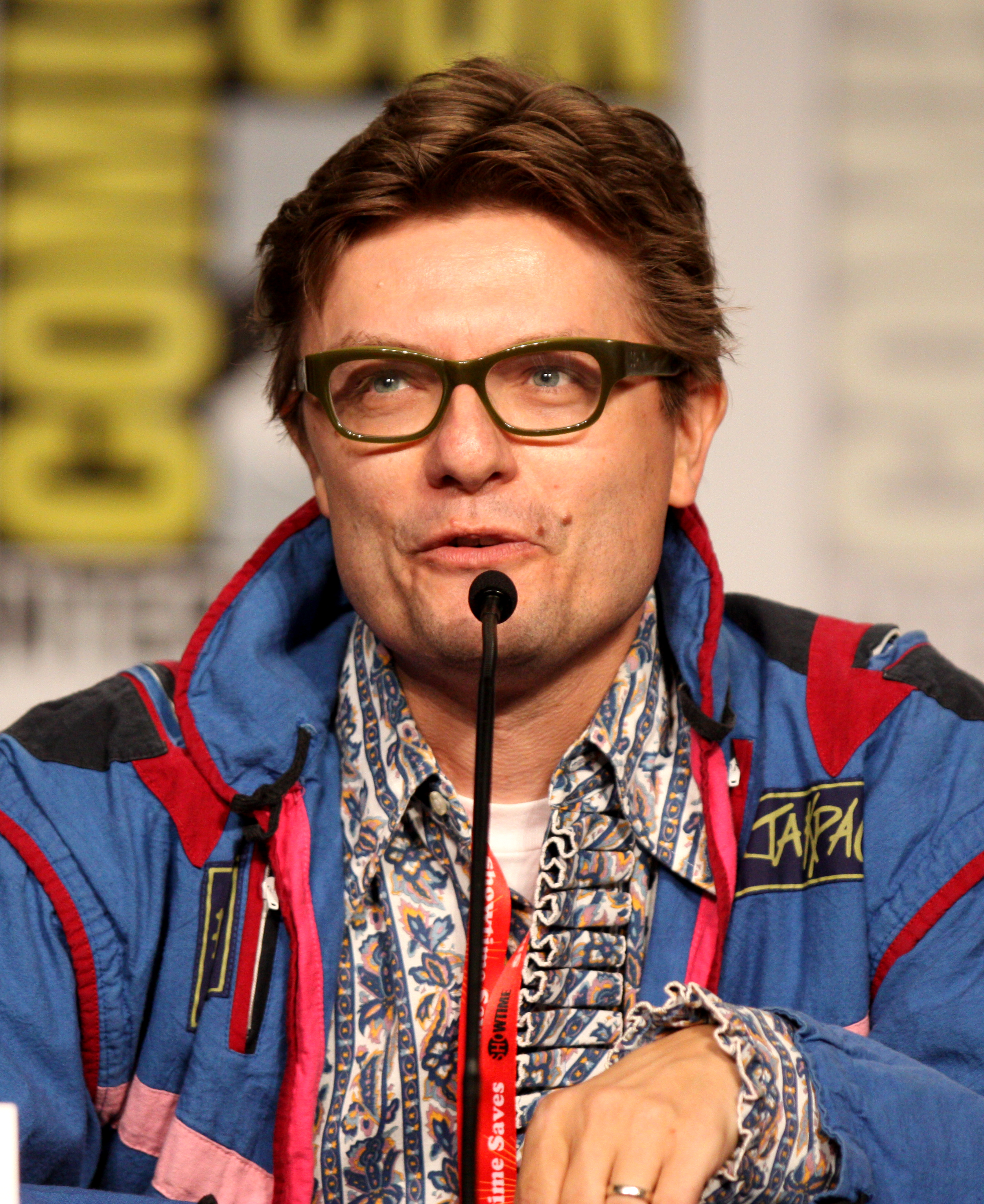
James Urbaniak (* 1963)

- Urbaniak, Jarosław (* 1966), polnischer Politiker (Platforma Obywatelska), Mitglied des Sejm
- Urbaniak, Kazimierz (* 1965), polnischer Biathlet
- Urbaniak, Krzysztof (* 1984), polnischer Organist und Cembalist, Herausgeber Alter Musik und Hochschuldozent
- Urbaniak, Lena (* 1992), deutsche Leichtathletin
- Urbaniak, Michał (* 1943), polnischer Jazz-Musiker
- Urbaniak, Mika (* 1980), amerikanische Popsängerin
- Urbaniak, Monika (* 1957), polnisch-schweizerische Geigerin, Solistin, Kammermusikerin und Professorin an der Hochschule der Künste Bern
- Urbanic, Kurt, österreichischer Radrennfahrer
- Urbanik, Danuta (* 1989), polnische Leichtathletin
- Urbanik, Kazimierz (1930–2005), polnischer Mathematiker
- Urbanik, Mária (* 1967), ungarische Leichtathletin
- Urbanik, Sándor (* 1964), ungarischer Leichtathlet
- Urbaningrum, Anas (* 1969), indonesischer Politiker
- Urbaniok, Frank (* 1962), deutsch-schweizerischer forensischer Psychiater
- Urbanitsch, Peter (* 1942), österreichischer Historiker
- Urbanitzky, Grete von (1891–1974), österreichische Schriftstellerin, Übersetzerin und Journalistin
- Urbank, Diana, deutsche Schauspielerin
- Urbank, Siegfried (1928–1972), deutscher Holzbildhauer
- Urbanke, Rüdiger (* 1966), österreichischer Informatiker
- Urbanke-Rösicke, Bianca (* 1967), deutsche Handballspielerin
- Urbánková, Naďa (1939–2023), tschechische Sängerin und Schauspielerin
- Urbánková, Zuzana (* 1959), tschechische Badmintonspielerin
- Urbannek, Janine (* 1988), deutsche Handballspielerin
- Urbanner, Erich (* 1936), österreichischer Komponist und Musikpädagoge
- Urbano da Cortona († 1504), italienischer Maler und Bildhauer
- Urbano, Elina (* 1964), argentinische Ruderin
- Urbano, Luís (* 1968), portugiesischer Filmproduzent
- Urbano, Matías (* 1981), argentinischer Fußballspieler
- Urbanová, Eli (1922–2012), tschechische Musikpädagogin, Esperanto-Dichterin und Schriftstellerin
- Urbanová, Eva (* 1961), tschechische Opernsängerin (Sopran)
- Urbanová, Lucie (* 2006), tschechische Tennisspielerin
- Urbanová, Marta (* 1960), tschechoslowakische Hockeyspielerin
- Urbanovich, Dzmitry (* 1995), polnisch-belarussischer Pokerspieler
- Urbanovičs, Jānis (* 1959), lettischer Politiker, Mitglied der Saeima
- Urbanowicz, Maciej (* 1986), polnischer Eishockeyspieler
- Urbanowitsch, Galina Napoleonowna (1917–2011), russische Kunstturnerin
- Urbańska, Krystyna (1935–2023), polnisch-schweizerische Geobotanikerin
- Urbańska, Marlena (* 1998), polnische Handballspielerin
- Urbańska, Natasza (* 1977), polnische Schauspielerin und Popsängerin
- Urbański von Ostrymiecz, August (1866–1950), österreichisch-ungarischer Offizier und vor dem Ersten Weltkrieg Chef des Militärgeheimdienstes (Evidenzbüro)August Urbański von Ostrymiecz (1866–1950)

August Urbański von Ostrymiecz (1866–1950)

- Urbański, Alfred (1899–1983), polnischer Politiker, Ministerpräsident der Polnischen Exilregierung
- Urbanski, Annika (* 1994), deutsche Politikerin (SPD), MdHB
- Urbanski, Bettina (* 1951), deutsche Journalistin
- Urbanski, Douglas (* 1957), US-amerikanischer Film- und Theaterproduzent sowie Schauspieler und Radiomoderator
- Urbanski, Esther (* 1974), deutsche Schauspielerin und Regisseurin
- Urbański, Hubert (* 1966), polnischer Schauspieler, Journalist und Moderator
- Urbanski, Josef (1846–1903), österreichischer Eisenbahningenieur
- Urbański, Kacper (* 2004), polnischer Fußballspieler
- Urbański, Krzysztof (* 1982), polnischer Dirigent
- Urbanski, Manfred (1929–2005), deutscher Politiker (SPD), Oberbürgermeister von Wanne-Eickel und Herne
- Urbanski, Oliver (* 1975), deutscher Schauspieler, Sänger, Komponist und HörspielsprecherOliver Urbanski (* 1975)

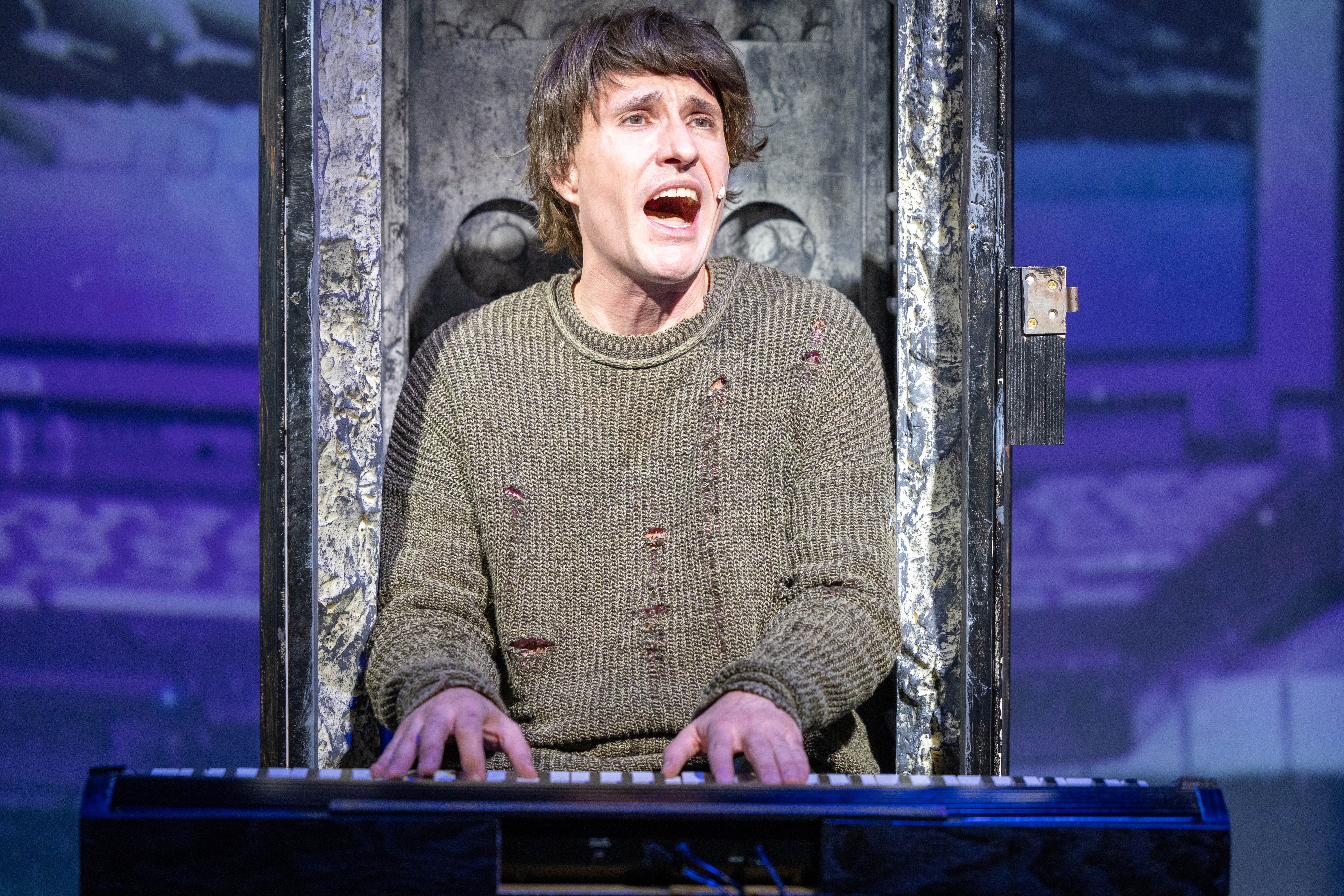
Oliver Urbanski (* 1975)

- Urbański, Paweł (* 1987), polnischer Skispringer
- Urbanski, Sebastian (* 1978), deutscher Schauspieler und Synchronsprecher
- Urbanski, Silke (* 1964), deutsche Historikerin, Autorin und ehemalige Politikerin (SPD)
- Urbański, Tadeusz (1901–1984), polnischer Chemiker und Hochschullehrer
- Urbansky, Diethard (* 1958), deutscher Koch
- Urbansky, Johann Georg (1675–1738), Bildhauer des Barock
- Urbansky, Sören (* 1980), deutscher Historiker
- Urbansky, Sören-Eyke (* 2000), deutscher Basketballspieler
- Urbansky, Ulrike (* 1977), deutsche Hürdenläuferin
- Urbanstadt, Nikolaus von (1801–1873), böhmisch-österreichischer Kommunalbeamter, Lokalhistoriker und Archivar
- Urbantke, Helmuth (* 1940), österreichischer Physiker
- Urbantschitsch, Rudolf (1879–1964), österreichisch-amerikanischer Psychoanalytiker, Mediziner und Schriftsteller
- Urbantschitsch, Viktor (1847–1921), österreichischer Mediziner und Facharzt der Hals-Nasen-Ohren-HeilkundeViktor Urbantschitsch (1847–1921)
- Urbanus, antiker römischer Toreut

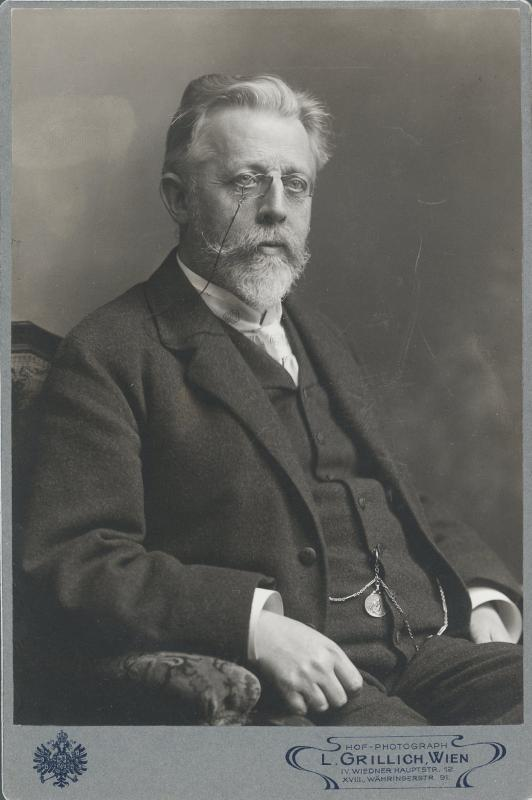
Viktor Urbantschitsch (1847–1921)

- Urbanus, christlicher Bischof und Märtyrer
- Urbanus, römischer Gegenkaiser
- Urbanus, Martin (1909–1985), deutscher Landrat
- Urbanus, Werner (1899–1982), deutscher Richter, Regierungsrat und Landrat
- Urbany, Dominique (1903–1986), luxemburgischer Politiker (KPL), Mitglied der Chambre
- Urbany, Eugène (* 1957), luxemburgischer Radrennfahrer
- Urbany, René (1927–1990), luxemburgischer Politiker (KPL), Mitglied der Chambre und Journalist

##### Urbas
- Urbas, Hermann (* 1982), deutsch-US-amerikanischer Fußballspieler
- Urbas, Jan (* 1989), slowenischer Eishockeyspieler
- Urbaś, Marcin (* 1976), polnischer Sprinter
- Urbas, Yaron, US-amerikanischer Schauspieler und Filmschaffender

##### Urbat
- Urbatis, Hans (1910–1981), deutscher Maler in der DDR
- Urbatsch, Katja (* 1979), deutsche Gründerin und Vorsitzende von Arbeiterkind.de, Sachbuchautorin
- Urbatsch, Marc (* 1976), deutscher Politiker (Bündnis 90/Die Grünen), MdA
- Urbatzka, Mischa (* 1983), deutscher Volleyball- und Beachvolleyballspieler

##### Urbau
- Urbauer, Anne, deutsche Publizistin und Journalistin

##### Urbay
- Urbay, Emilio, peruanischer Performer, Musiker und Komponist
- Urbay, Roberto (* 1953), kubanischer Pianist und Musikpädagoge

#### Urbi
- Urbič, Žiga (* 1997), slowenischer Handballspieler
- Urbich, Johann Christoph von (1653–1715), Geheimer Rat, dänischer Botschafter und Minister in Wien
- Urbicius, oströmischer Oberkämmerer und Eunuch
- Urbieta, Constantino (1907–1983), paraguayisch-argentinischer Fußballspieler
- Urbig, Franz (1864–1944), deutscher Bankmanager
- Urbig, Jonas (* 2003), deutscher Fußballtorwart
- Urbina Ortega, Óscar (* 1947), kolumbianischer Geistlicher, emeritierter römisch-katholischer Erzbischof von Villavicencio
- Urbina, José María (1808–1891), ecuadorianischer Präsident
- Urbina, Leonel (* 1945), mexikanischer Fußballspieler
- Urbina, Nazari (* 1989), mexikanische Tennisspielerin
- Urbina, Ricardo (* 1977), honduranischer Schachspieler
- Urbinati, Nadia (* 1955), italienische Politikwissenschaftlerin

#### Urbo
- Urbom, Alexander (* 1990), schwedischer Eishockeyspieler
- Urbonaitė, Ugnė (* 1983), litauische Badmintonspielerin
- Urbonas, Darius (* 1974), litauischer Verwaltungsrechtler und Politiker, Vize-Innenminister
- Urbonas, Sigitas (* 1942), litauischer Politiker, Mitglied des Seimas
- Urbonas, Vidmantas (* 1958), litauischer Extremsportler

#### Urbs
- Urbs, österreichischer Musiker
- Urbschat, Horst (1928–2020), deutscher Fotograf
- Urbschat-Mingues, Claudia (* 1970), deutsche SynchronsprecherinClaudia Urbschat-Mingues (* 1970)

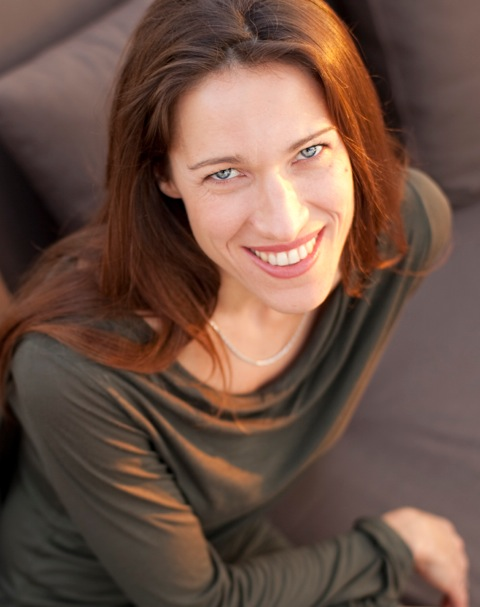
Claudia Urbschat-Mingues (* 1970)

- Urbšs, Antonijs (1879–1965), römisch-katholischer Geistlicher und Bischof des Bistums Liepāja in Lettland
- Urbšys, Povilas (* 1962), litauischer Politiker (Seimas)

### Urc
- Urcelay, Nicolás (1919–1959), mexikanischer Sänger
- Urceo, Antonio (1446–1500), italienischer Humanist
- Urcey, Fortunato Pablo (* 1947), spanischer römisch-katholischer Ordensgeistlicher, emeritierter Prälat von Chota
- Urch, Reginald (1884–1945), britischer Sprachlehrer, Schriftsteller und Zeitungskorrespondent
- Urchetti, Hugo (1919–2004), Schweizer Tischtennisspieler und -funktionär
- Urchs, Ossi (1954–2014), deutscher Medienunternehmer, Sachbuchautor und Fernsehmoderator
- Urchs, Oswald (* 1895), deutscher Mediziner
- Urchs, Wolfgang (1922–2016), deutscher Regisseur
- Urchueguía, Cristina (* 1965), spanische Musikwissenschaftlerin
- Urcola, Diego (* 1965), argentinischer Jazzmusiker (Trompete)
- Urcuyo Maliaños, Francisco (1915–2001), nicaraguanischer Politiker, Präsident von Nicaragua (1979)

### Urd
- Urdahl, Ingrid (* 1984), norwegische Skilangläuferin
- Urdaneta Arbeláez, Roberto (1890–1972), kolumbianischer Rechtsanwalt, Diplomat, Politiker, Präsident von Kolumbien (1951–1953)
- Urdaneta Vargas, Luciano (1825–1899), venezolanischer Ingenieur und Architekt
- Urdaneta, Andrés de (1498–1568), spanischer Entdecker und Schriftsteller
- Urdaneta, Gabriel (* 1976), venezolanischer Fußballspieler und Fußballtrainer
- Urdaneta, Rafael (1788–1845), venezolanischer General, Präsident und Kriegsminister
- Urdaneta, Rafael Guillermo (1823–1862), venezolanischer General, Präsidentschaftskandidat und Politiker
- Urdang, Georg (1882–1960), deutsch-amerikanischer Apotheker, Pharmaziehistoriker, Redakteur und Schriftsteller
- Urdangarin y Borbón, Pablo (* 2000), spanischer Handballspieler
- Urdangarin, Iñaki (* 1968), spanischer Handballspieler, Herzog von Palma de MallorcaIñaki Urdangarin (* 1968)

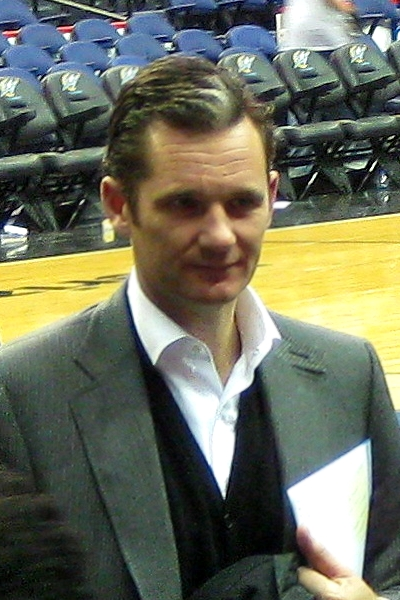
Iñaki Urdangarin (* 1968)

- Urdapilleta, Alejandro (1954–2013), uruguayischer Schauspieler, Schriftsteller und Drehbuchautor
- Urdapilleta, Laura (1932–2008), mexikanische Ballerina
- Urday Cáceres, Henry (* 1967), peruanischer Schachspieler und -funktionär
- Urden, Nikolaus von († 1407), Ratsherr der Hansestadt Lübeck
- Ürdens, Jugo (* 1996), österreichischer Rapper und Musikproduzent
- Urdiales, Alberto (* 1968), spanischer Handballspieler und -trainer
- Urdiales, Andrew (1964–2018), US-amerikanischer Serienmörder
- Urdiales, Santiago (* 1980), spanischer Handballspieler und -trainer
- Urdich, Joseph (1904–1941), österreichischer Bibliothekar und Bücherdieb
- Urdinarán, Antonio (1898–1961), uruguayischer Fußballspieler
- Urdinarán, Santos (1900–1979), uruguayischer Fußballspieler
- Urdininea, José María Pérez de (1784–1865), bolivianischer Politiker
- Urdl, Christoph (* 1999), österreichischer Fußballspieler
- Urduja, philippinische Volksheldin und Kriegerin

### Ure
- Ure, Andrew (1778–1857), englischer Mediziner und Professor für Naturgeschichte und Chemie
- Ure, Annie D. (1893–1976), britische Klassische Archäologin
- Ure, Benno (* 1955), österreichisch-deutscher Kinderchirurg und Hochschullehrer
- Ure, Mary (1933–1975), schottische Film- und Theaterschauspielerin sowie Fotomodel
- Ure, Midge (* 1953), britischer Rock-Gitarrist, Sänger und SongschreiberMidge Ure (* 1953)

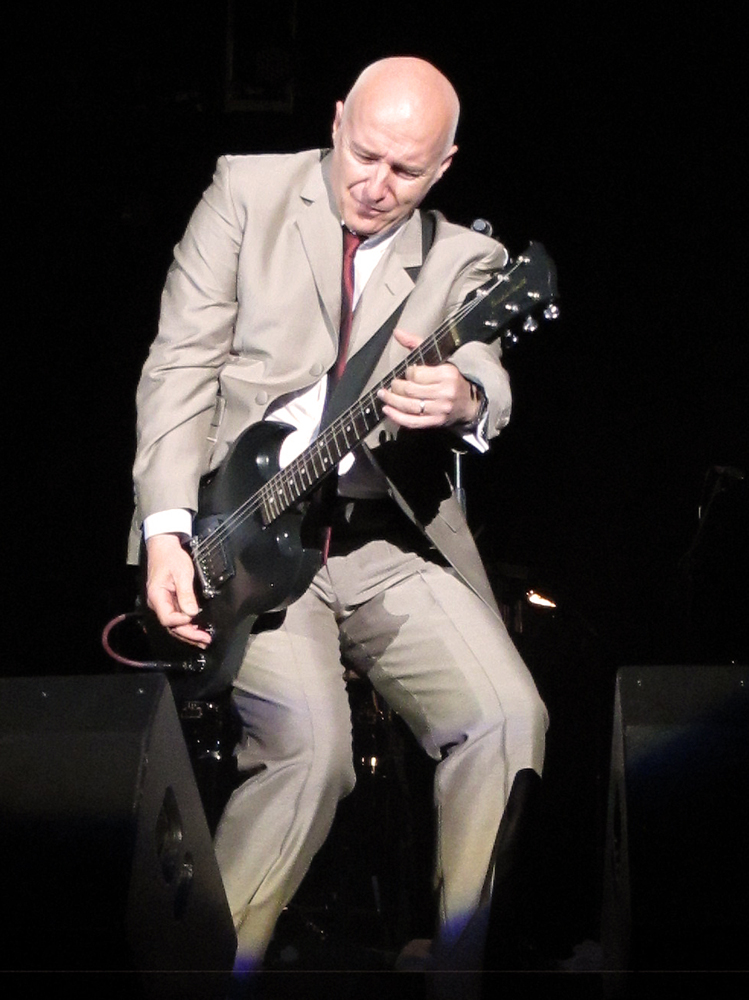
Midge Ure (* 1953)

- Ure, Percy N. (1879–1950), britischer Althistoriker und klassischer Archäologe
- Ure, Robbie (* 2004), schottischer Fußballspieler
- Ure, Stephen (* 1958), australischer Schauspieler
- Urecal, Minerva (1894–1966), US-amerikanische Schauspielerin
- Urech, Daniel (* 1983), Schweizer Politiker (Grüne)
- Urech, Hans (1885–1963), Schweizer Handballtrainer, Handballschiedsrichter, Handballfunktionär
- Urech, Jolanda (* 1953), Schweizer Kommunalpolitikerin, erste Stadtpräsidentin Aaraus
- Urech, Lisa (* 1989), Schweizer Leichtathletin
- Urech, Marie-Jeanne (* 1976), Schweizer Filmschaffende und Schriftstellerin
- Urech, Pius, Schweizer Pianist, Musikpädagoge und -verleger
- Urech, Rudolf (1815–1872), Schweizer Politiker
- Urech, Rudolf (1888–1951), Schweizer Maler, Zeichner und Grafiker
- Urech, Willy (1912–1986), Schweizer Politiker (FDP)
- Urech-Seon, Rudolf (1876–1959), Schweizer Maler
- Urechean, Serafim (* 1950), moldauischer Politiker
- Urechia, Vasile Alexandrescu (1834–1901), rumänischer Politiker, Schriftsteller, Historiker, Romanist, Hispanist und Rumänist
- Ürek, Fatih (* 1966), türkischer Popmusiker
- Ureke, Anna Alexejewna (* 1999), russische Tennisspielerin
- Ürekli, Enver (1946–2005), türkischer Fußballspieler
- Urem, Mladen (* 1964), kroatischer Literaturkritiker
- Uremović, Filip (* 1997), kroatischer FußballspielerFilip Uremović (* 1997)

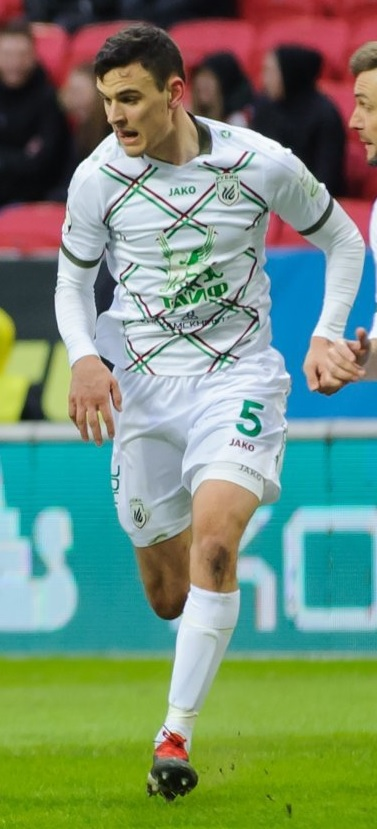
Filip Uremović (* 1997)

- Ureña Pastor, Manuel (* 1945), spanischer Geistlicher, emeritierter Erzbischof von Saragossa
- Ureña, Jorge (* 1993), spanischer Leichtathlet
- Ureña, Marco (* 1990), costa-ricanischer Fußballspieler
- Ureña, Óscar (* 2003), dominikanisch-spanischer Fußballspieler
- Ureña, Rodrigo (* 1993), chilenischer Fußballspieler
- Ureña, Salomé (1850–1897), dominikanische Dichterin und Pädagogin
- Üresin, Yümnü (1898–1961), türkischer Militär und Politiker
- Uresty, Edna (* 1995), mexikanische Handballspielerin
- Urevc, Eva (* 1995), slowenische Skilangläuferin
- Urey, Harold C. (1893–1981), US-amerikanischer Chemiker, Nobelpreis für Chemie 1934Harold C. Urey (1893–1981)

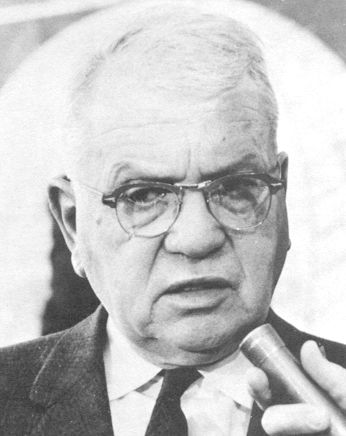
Harold C. Urey (1893–1981)

### Urf
- Urfé, Honoré d’ (1567–1625), französischer Schriftsteller
- Urfé, Odilio (1921–1988), kubanischer Pianist, Flötist, Dirigent und Musikwissenschaftler
- Urfer, Selma (1928–2013), schweizerisch-deutsche Autorin, Übersetzerin und Schauspielerin
- Urfer-Henneberger, Charlotte (1922–2013), Schweizer Meteorologin
- Urff, Friedrich von (1805–1873), kurhessischer Jurist und Mitglied der kurhessischen Ständeversammlung
- Urff, Georg Ludwig von (1698–1760), hessen-kasseler Generalleutnant
- Urff, Wilhelm von (1799–1855), kurhessischer Generalmajor und Mitglied der kurhessischen Ständeversammlung
- Urfi, Muhammad Saied al- (1896–1956), syrischer Mufti
- Urfus, Marie (1874–1943), österreichische Theaterschauspielerin

### Urg
- Urgan, Mîna (1916–2000), türkische Literaturwissenschaftlerin, Schriftstellerin, Philologin, Übersetzerin und Feministin
- Urgancıoğlu, Kaan (* 1981), türkischer Schauspieler
- Urgant, Iwan Andrejewitsch (* 1978), russischer FernsehmoderatorIwan Andrejewitsch Urgant (* 1978)

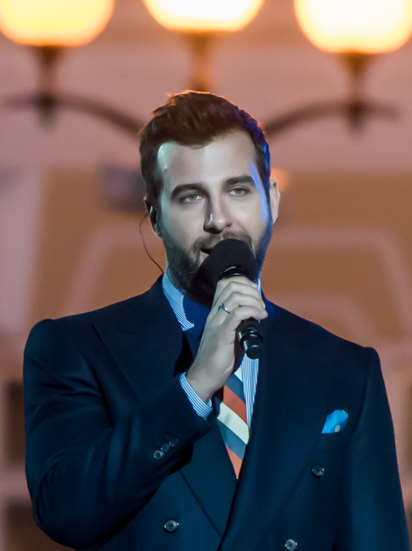
Iwan Andrejewitsch Urgant (* 1978)

- Urge, Getenesh (* 1970), äthiopische Langstreckenläuferin
- Ürge-Vorsatz, Diana (* 1968), ungarische Klimawissenschaftlerin
- Urgebadse, Goderdsi (1929–1995), georgischer orthodoxer Mönch
- Urgeghe, Marcello (* 1966), portugiesischer Film- und Theaterschauspieler
- Urgell, Modest (1839–1919), spanischer Maler und Komödienautor
- Urgesa, Bizunesh (* 1989), äthiopische Langstreckenläuferin
- Urgese, Luca (* 1986), Schweizer Politiker
- Urgesi, Federica (* 2005), italienische Tennisspielerin
- Urgiß, Julius (1873–1948), deutscher Drehbuchautor
- Urgulania, Römerin während der Regierungszeit der Kaiser Augustus und Tiberius
- Ürgüplü, Suat Hayri (1903–1981), türkischer Politiker

### Urh
- Urh, Zala (* 2002), slowenische Schachspielerin
- Urh-Zupan, Primož (* 1983), slowenischer Skispringer
- Urhahne, Detlef, deutscher Psychologe
- Urhan, Christian (1790–1845), deutscher Violinist, Organist und Komponist
- Urhausen, Axel (* 1958), belgischer Arzt und Sportmediziner
- Urhausen, Brigitte (* 1980), luxemburgische Schauspielerin und Hörspielsprecherin
- Urhobo, Akasha (* 2007), US-amerikanische Tennisspielerin
- Urhoghide, Osaze (* 2000), englischer Fußballspieler

### Uri
- Uri, Helene (* 1964), norwegische Sprachwissenschaftlerin und Autorin
- Uri, Pierre (1911–1992), französischer Wirtschaftswissenschaftler
- Uria, Alberto (1924–1988), uruguayischer Rennfahrer
- Uria, Mariano von (1812–1876), badischer Verwaltungsjurist und Hofbeamter
- Uria-Monzon, Béatrice (1963–2025), französische Opernsängerin
- Uriarte Goiricelaya, Juan María (1933–2024), spanischer Geistlicher, römisch-katholischer Bischof von San Sebastián
- Uriarte y Pérez, José de Jesús María (1824–1887), mexikanischer Geistlicher, Bischof von Sinaloa
- Uriarte, Fermín (1902–1972), uruguayischer Fußballspieler
- Uriarte, Fidel (1945–2016), spanischer Fußballspieler
- Uriarte, Higinio (1843–1909), paraguayischer Politiker
- Uriarte, Ignacio (* 1972), spanischer Künstler
- Uriarte, Marcos (* 2004), spanischer Motorradrennfahrer
- Uriarte, Nicolás (* 1990), argentinischer Volleyballspieler
- Uriarte, Sugoi (* 1984), spanischer Judoka
- Urias, Lucas Xavier (* 1998), brasilianischer Fußballspieler
- Uribarri, Unai (* 1984), spanischer Radrennfahrer
- Uribe de Acosta, Ofelia (1900–1988), kolumbianische Politikerin und Suffragette
- Uribe Holguín, Guillermo (1880–1971), kolumbianischer Komponist
- Uribe Jaramillo, Alfonso (1914–1993), kolumbianischer römisch-katholischer Geistlicher, Bischof von Sonsón-Rionegro
- Uribe Turbay, Miguel (1986–2025), kolumbianischer PolitikerMiguel Uribe Turbay (1986–2025)

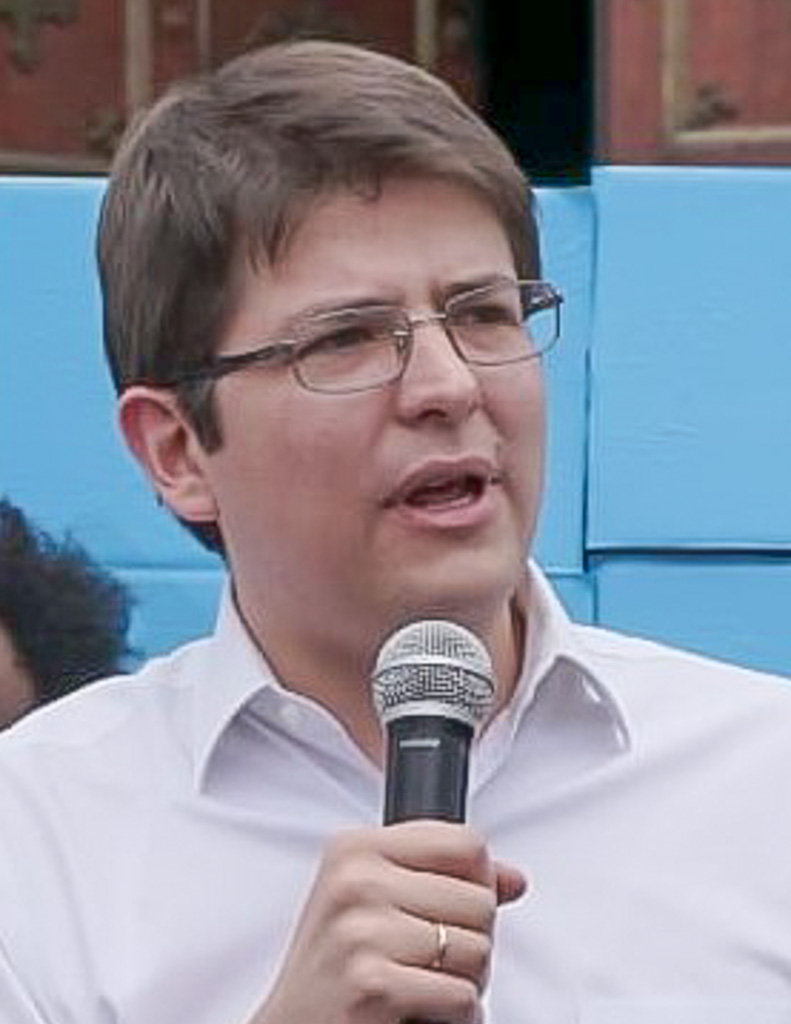
Miguel Uribe Turbay (1986–2025)

- Uribe Vélez, Álvaro (* 1952), kolumbianischer Politiker und Präsident der Republik Kolumbien
- Uribe, Ariel (* 1999), chilenischer Fußballspieler
- Uribe, Bernardo (* 1975), kolumbianischer Mathematiker
- Uribe, Braian (* 1991), argentinischer Fußballspieler
- Uribe, Cristián (* 1976), chilenischer Fußballspieler
- Uribe, Diego (* 1997), chilenischer Mittelstreckenläufer
- Uribe, Francisco (* 1966), mexikanischer Fußballspieler
- Uribe, Juan (* 1979), dominikanischer Baseballspieler
- Uribe, Julián (1789–1815), chilenischer Geistlicher, Militär und Politiker
- Uribe, Julio César (* 1958), peruanischer Fußballspieler und -trainer
- Uribe, Kirmen (* 1970), baskischer Schriftsteller
- Uribe, Manuel (1965–2014), mexikanischer Mann, der als einer der schwersten Männer in der medizinischen Geschichte gilt
- Uribe, María (1908–1992), mexikanische Speerwerferin
- Uribe, Mateus (* 1991), kolumbianischer Fußballspieler
- Uribe, Pablo (1931–2021), kolumbianischer Fechter
- Uriburu, José Evaristo (1831–1914), argentinischer Anwalt und Politiker, Staatspräsident
- Uriburu, José Félix (1868–1932), argentinischer Militär und De-facto-Präsident von Argentinien
- Urich, Justin (* 1978), US-amerikanischer Schauspieler
- Urich, Karl (1828–1904), deutscher Forstmann
- Urich, Max (1890–1968), deutscher Politiker (SPD), MdA
- Urich, Robert (1946–2002), US-amerikanischer SchauspielerRobert Urich (1946–2002)

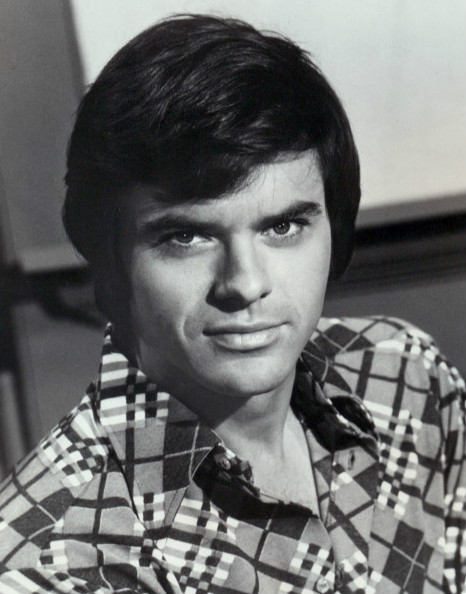
Robert Urich (1946–2002)

- Uricoechea, Ezequiel (1834–1880), kolumbianischer Naturwissenschaftler
- Uridil, Josef (1895–1962), österreichischer Fußballspieler und -trainer
- Urie, Brendon (* 1987), US-amerikanischer Sänger, Musiker und Songwriter
- Urie, Michael (* 1980), US-amerikanischer Schauspieler
- Urie, Peter (1955–2005), deutscher Geistlicher, Bischof der Evangelisch-Lutherischen Kirche in der Republik Kasachstan
- Uriella (1929–2019), Schweizer Gründerin und Oberhaupt der neureligiösen Bewegung Fiat Lux
- Urig, Sabine (* 1962), deutsche Schauspielerin
- Urikhob, Sadney (* 1992), namibischer Fußballspieler
- Urin, Wladimir Georgijewitsch (* 1947), russischer Opernregisseur und -intendant
- Uringi Uuci, Dieudonné (* 1957), kongolesischer Geistlicher, Bischof von Bunia
- Urini, Ronnie (* 1956), österreichischer Musiker, Komponist und Liedertexter
- Urio, Francesco Antonio, italienischer Komponist und Kapellmeister
- Uriona, Valentín (1940–1967), spanischer Radrennfahrer
- Uríos, Rolando (* 1971), kubanisch-spanischer Handballspieler und -trainer
- Urioste, Frank J. (* 1938), US-amerikanischer Filmeditor
- Uriot, Joseph (1713–1788), Freimaurer, Bibliothekar, Schriftsteller und Komponist
- Uris, Leon (1924–2003), US-amerikanischer SchriftstellerLeon Uris (1924–2003)

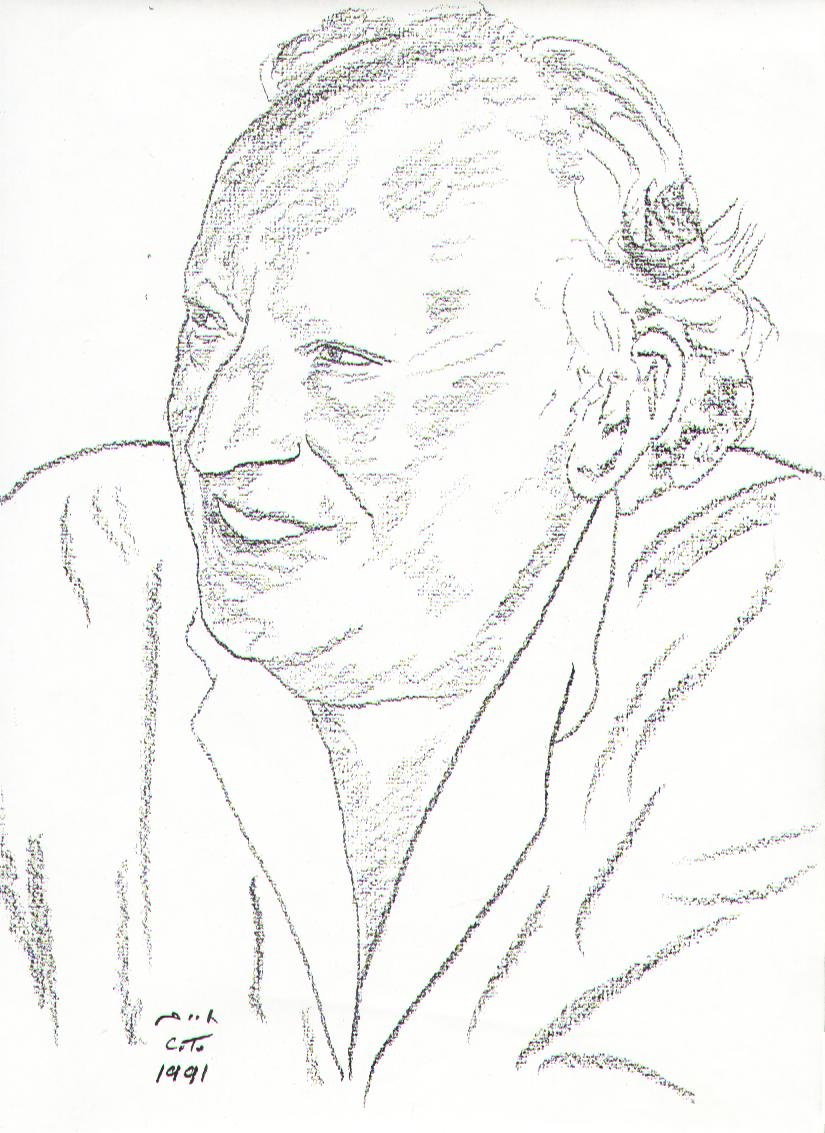
Leon Uris (1924–2003)

- Urischew, Ansor Suadinowitsch (* 1987), russischer Ringer
- Uritescu, Bogdan (* 1967), rumänischer Schauspieler, Stuntman und Stunt Coordinator
- Uriza, Sebastián (* 1861), nicaraguanischer Politiker
- Urizki, Moissei Solomonowitsch (1873–1918), russischer Revolutionär

### Urj
- Urjadowa, Natalja Nikolajewna (* 1977), russische Beachvolleyballspielerin
- Urjupin, Walentin Tichonowitsch (* 1985), russischer Klarinettist und Dirigent

### Urk
- Urkal, Oktay (* 1970), deutsch-türkischer Boxer
- Urkedal, Frode (* 1993), norwegischer Schachspieler
- Urkia, Jean-Pierre (1918–2011), französischer Ordensgeistlicher und Missionar, Apostolischer Vikar von Paksé
- Ürkimbajew, Mars (1939–2012), kasachischer Politiker
- Ürkmez, Varol (1937–2021), türkischer Fußballtorhüter, Schauspieler und Lebemann
- Urkullu, Iñigo (* 1961), spanischer Politiker

### Url
- Url, Karl (1934–2014), österreichischer Landwirt und Politiker (ÖVP), Abgeordneter zum Nationalrat
- Url, Tobias (* 2000), österreichischer American-Football-Spieler
- Urlacher, Brian (* 1978), US-amerikanischer American-Football-Spieler
- Urlacher, Max (* 1971), deutscher Schauspieler, Autor und Dokumentarfilmer
- Urlajewa, Jelena Michailowna, usbekische Bürgerrechtlerin und ehemalige Fernsehjournalistin
- Urlando, Giampaolo (* 1945), italienischer Leichtathlet
- Urlapow, Boris Dmitrijewitsch (1912–1982), sowjetischer Flugzeugkonstrukteur
- Urlaß, Mario (* 1966), deutscher Künstler und Kunstpädagoge
- Urlaub, Andrew (* 2001), US-amerikanischer Skispringer
- Urlaub, Farin (* 1963), deutscher Rockmusiker und -sängerFarin Urlaub (* 1963)

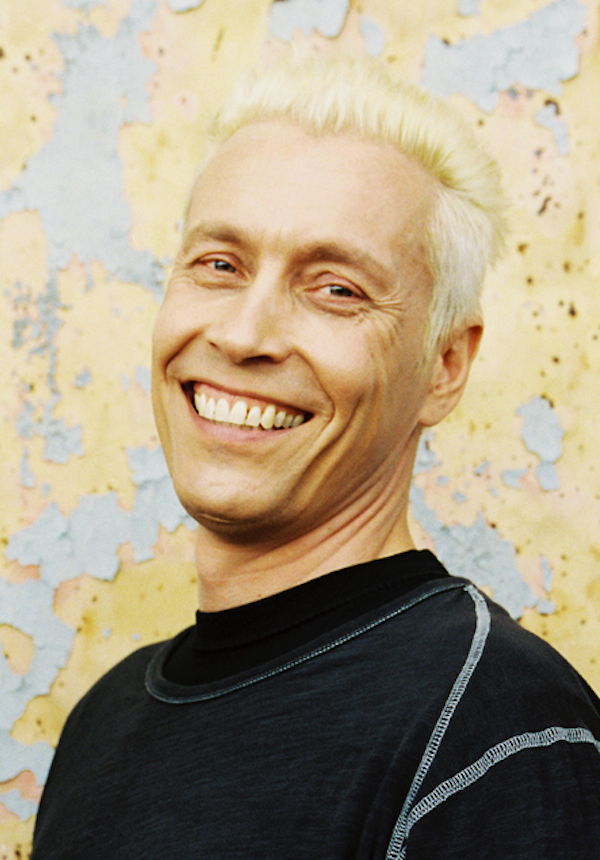
Farin Urlaub (* 1963)

- Urlaub, Friedrich von (1786–1874), preußischer Generalmajor
- Urlaub, Georg Anton (1713–1759), fränkischer Maler des Barock
- Urlaub, Georg Anton Abraham (1744–1788), fränkischer Maler des Barock
- Urlaub, Georg Christian († 1766), deutscher Maler des Barock
- Urlaub, Georg Johann Christian (1844–1914), deutsch-russischer Maler
- Urlaub, Georg Karl (1749–1811), deutscher Maler
- Urlaub, Georg Sebastian (1685–1763), fränkischer Barockmaler
- Urlaub, Jeremias August (1784–1837), deutscher Maler
- Urlaub, Johannes Andreas (1735–1781), fränkischer Maler des Barock
- Urlichs, Heinrich Ludwig (1864–1935), deutscher Klassischer Archäologe und Altphilologe
- Urlichs, Ludwig von (1813–1889), deutscher Klassischer Archäologe
- Urlichs, Max (* 1936), deutscher Paläontologe
- Urlinger, Paul (1814–1889), österreichischer Pfarrer und Orograph
- Urlsperger, Johann August (1728–1806), deutscher Theologe und Prediger mit pietistischer Ausrichtung
- Urlsperger, Samuel (1685–1772), deutscher lutherischer Theologe
- Urlu, Sefa (* 1994), türkischer Volleyball- und Beachvolleyballspieler
- Urlus, Jacques (1867–1935), niederländischer Opernsänger (Heldentenor)

### Urm
- Urm, Peeter (* 1949), estnischer Schriftsteller und Arzt
- Urman, Jennie Snyder (* 1975), US-amerikanische Fernsehproduzentin und Drehbuchautorin
- Urmana, Violeta (* 1961), litauische Opernsängerin (Mezzosopran, dramatischer Sopran)
- Urmann, Matthias (* 1964), deutscher Chemiker
- Urmann, Robert (* 1935), österreichischer Jazz-Experte, Eventmanager, Journalist, Fotograf, Vereinsfunktionär und Vortragender in der Erwachsenenbildung
- Urmanow, Alexei Jewgenjewitsch (* 1973), russischer Eiskunstläufer
- Urmawi, Safi ad-Din al- (1216–1294), persischer Musiktheoretiker
- Urmersbach, Viktoria (* 1969), deutsche Historikerin und Autorin
- Urmes, Albert (1910–1985), deutscher Politiker (NSDAP), MdR
- Urmes, Dietmar (* 1939), deutscher Autor und Lehrer
- Urmet, Jaak (* 1979), estnischer Schriftsteller, Kritiker und Kinderbuchautor
- Urmiller, Hans († 1572), deutscher Jurist und Richter
- Urminský, Peter (* 1999), slowakischer Fußballtorhüter
- Urmitzer, Klaus (1944–2022), deutscher Basketballspieler
- Urmonaitė-Maculevičienė, Vaida (* 1958), litauische Richterin
- Urmonas, Algimantas (* 1942), litauischer Jurist, Verwaltungsrechtler und Kriminologe
- Urmson, Bill, US-amerikanischer Jazzbassist
- Urmson, James O. (1915–2012), britischer Philosoph
- Urmston, Chad (* 1976), US-amerikanischer Musiker, Bandleader
- Urmuz (1883–1923), rumänischer Prosaschriftsteller
- Urmuzescu, Paul (1928–2018), rumänischer Komponist

### Urn
- Urnaut, Aljosa (* 1988), belgischer Volleyballspieler
- Urnaut, Andrej (* 1965), slowenischer Volleyballspieler und -trainer
- Urne, Renate (* 1982), norwegische Handballspielerin
- Urner, Anna Barbara (1760–1803), Schweizer Lyrikerin
- Urner, Hans (1901–1986), deutscher praktischer Theologe und Hochschullehrer
- Urner, Klaus (* 1942), Schweizer Historiker
- Urner, Maren (* 1984), deutsche Neurowissenschaftlerin und AutorinMaren Urner (* 1984)

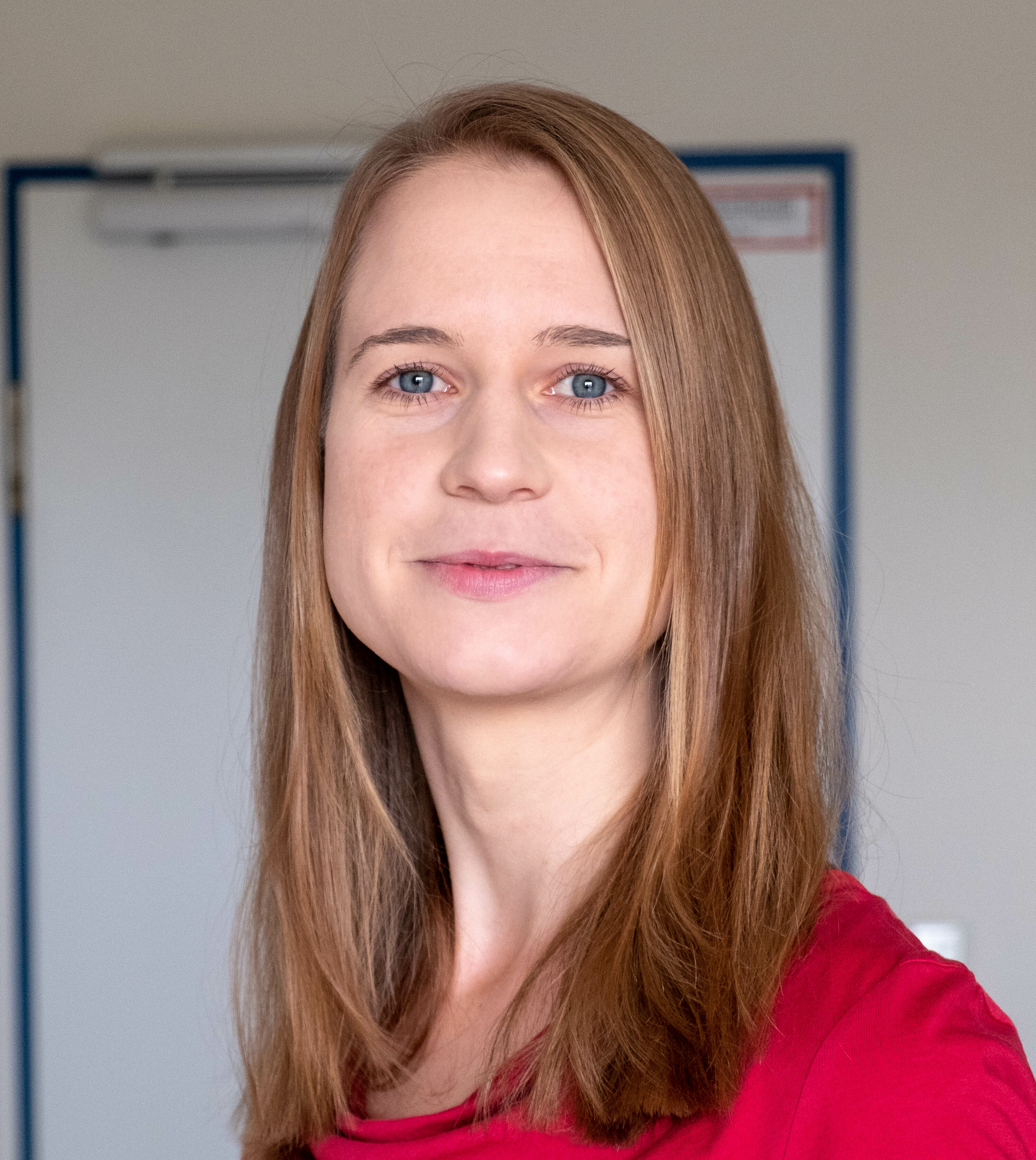
Maren Urner (* 1984)

- Urner, Milton (1839–1926), US-amerikanischer Politiker
- Urner-Astholz, Hildegard (1905–2001), Schweizer Kunsthistorikerin und Autorin
- Urnow, Andrei Jurjewitsch (* 1937), russischer Diplomat

### Uro
- Urobuchi, Gen (* 1972), japanischer Szenario- und Drehbuchautor
- Urolf, Bischof von Passau
- Urolf, Abt von Niederaltaich
- Urondo, Francisco (1930–1976), argentinischer Schriftsteller, Hochschullehrer und Widerstandskämpfer
- Uronen, Jere (* 1994), finnischer Fußballspieler
- Uroš I., serbischer Groß-Župan (≈1118–1140)
- Uroš II., serbischer Groß-Župan (ca. 1140–1161)
- Urosa, Jorge (1942–2021), venezolanischer Geistlicher und emeritierter römisch-katholischer Erzbischof von Caracas
- Urosević, Andjelko (* 1968), jugoslawischer Fußballspieler
- Urošević, Vlada (* 1934), mazedonischer Schriftsteller

### Urp
- Urpalainen, Lasse (* 1995), finnischer E-Sportler
- Urpeth, Peter (* 1963), britischer Jazz- und Improvisationsmusiker (Piano)
- Urpilainen, Jutta (* 1975), finnische Politikerin, Mitglied des Reichstags
- Urpilainen, Pirjo (* 1978), finnische Biathletin

### Urq
- Urquhart, Cory (* 1984), kanadischer Eishockeyspieler
- Urquhart, David (1805–1877), schottischer Diplomat, Politiker und Schriftsteller
- Urquhart, David (* 1952), britischer Bischof der Anglikanischen Kirche, Mitglied des House of Lords
- Urquhart, David, Baron Tayside (1912–1975), schottischer Unternehmer
- Urquhart, Feargus (* 1970), US-amerikanischer Computerspieldesigner
- Urquhart, Frederick Albert (1911–2003), kanadischer Zoologe und Lepidopterologe
- Urquhart, Jane (* 1949), kanadische Schriftstellerin
- Urquhart, Jean (* 1949), schottische Politikerin
- Urquhart, Robert (1901–1988), britischer OffizierRobert Urquhart (1901–1988)

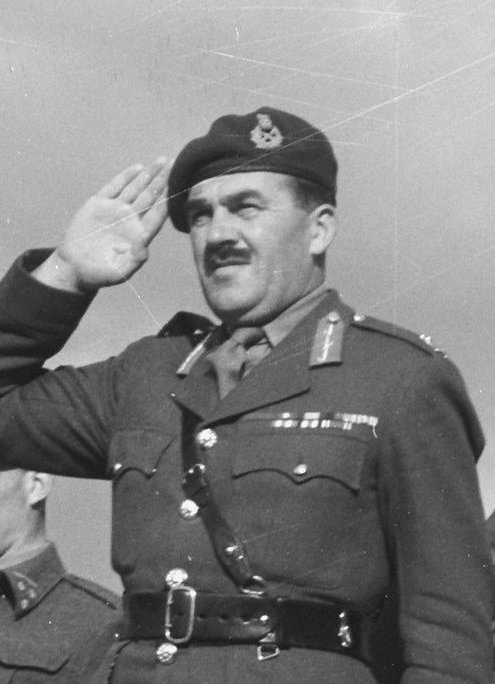
Robert Urquhart (1901–1988)

- Urquhart, Robert (1921–1995), schottischer Schauspieler
- Urquhart, Stephen H., US-amerikanischer Politiker (Republikanische Partei)
- Urquhart, Thomas (1611–1660), schottischer Dichter und Übersetzer
- Urquhart, Thomas (1858–1931), kanadischer Politiker
- Urquhart, William Spence (1877–1964), englischer christlicher Gelehrter
- Urquhart-Dykes, William (1897–1979), britischer Autorennfahrer und Flieger
- Urquiaga, Joaquín (1910–1965), spanischer Fußballtorwart und -trainer
- Urquiaga, Santiago (* 1958), spanischer Fußballspieler
- Urquidez, Benny (* 1952), US-amerikanischer Kampfkünstler, Trainer und SchauspielerBenny Urquidez (* 1952)

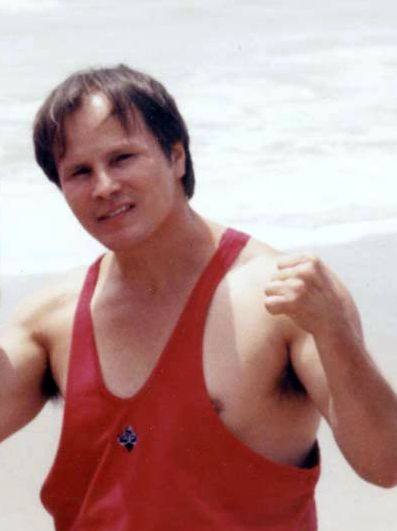
Benny Urquidez (* 1952)

- Urquidi, Juan Francisco (* 1880), mexikanischer Botschafter
- Urquijo y Muga, Mariano de († 1817), spanischer Vertreter der Aufklärung, Politiker und Ministerpräsident
- Urquijo, Enrique (1960–1999), spanischer Sänger, Komponist und Gitarrist
- Urquijo, José Antonio (1960–2021), chilenischer Radrennfahrer
- Urquijo, Luis de (1899–1975), spanischer Diplomat und Fußballfunktionär
- Urquiola, Patricia (* 1961), spanische Architektin und Designerin
- Urquiza, Justo José de (1801–1870), Mitglied der argentinischen Oligarchie und Präsident von Argentinien
- Urquizu, Juan (1901–1982), spanischer Fußballspieler und -trainer

### Urr
- Urra, Alejandro, chilenischer Fußballspieler
- Urra, Yerko (* 1996), chilenischer Fußballspieler
- Urrabieta Vierge, Daniel (1851–1904), spanischer Maler und Zeichner
- Urráburu, Juan José (1844–1904), spanischer Jesuit, Philosoph und Hochschullehrer
- Urracá († 1531), Kazike der Guaymí und Führer des Widerstandes gegen die Konquista
- Urraca († 1126), Königin von Kastilien, Galicien und LeonUrraca († 1126)

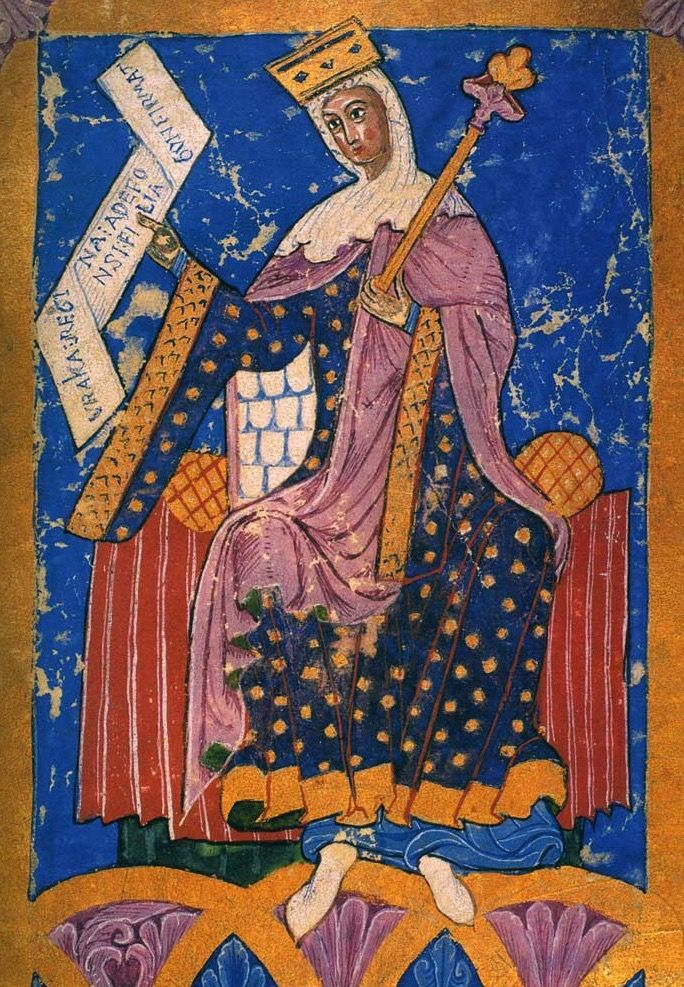
Urraca († 1126)

- Urraca von Kastilien († 1220), Prinzessin von Kastilien, Königin von Portugal (1211–1220)
- Urraca von Portugal, Infantin von Portugal, Königsgemahlin von León
- Urraca von Zamora (1033–1103), Infantin von Kastilien, Herrin von Zamora
- Urrea Carrillo, Mauricio (* 1969), mexikanischer Geistlicher, römisch-katholischer Bischof von Parral
- Urrea, Andrés (* 1994), kolumbianischer Tennisspieler
- Urrea, Luis Alberto (* 1955), mexikanisch-US-amerikanischer Schriftsteller
- Urrede, Juan de, südniederländischer Komponist, Sänger, Geistlicher und Kapellmeister des späten Mittelalters
- Urrego, Jorge (* 1981), venezolanischer Fußballschiedsrichterassistent
- Urrejola, Víctor (1902–1981), chilenischer Fußballspieler
- Urresola Solaguren, Estibaliz (* 1984), spanische Filmregisseurin und Drehbuchautorin
- Urreta, Alicia (1930–1986), mexikanische Pianistin und Komponistin
- Urretabizkaia, Arantxa (* 1947), baskische Schriftstellerin
- Urretaviscaya, Jonathan (* 1990), uruguayischer Fußballspieler
- Urrila, Irma (* 1943), finnische Opernsängerin (Sopran)
- Urriola, Ciro Luis (1863–1922), Staatspräsident von Panama
- Urriolagoitia Harriague, Mamerto (1895–1974), bolivianischer Rechtsanwalt, Diplomat und Politiker
- Urrizola, Julián (* 1950), chilenischer Fußballspieler
- Urroz, Begoña (1958–1960), erstes Opfer eines Terroranschlags in Spanien
- Urroz, Francisco (1920–1992), chilenischer Fußballspieler
- Urru, Claudio (* 1971), deutscher Koch
- Urruti, Luis (* 1992), uruguayischer Fußballspieler
- Urrutia Blondel, Jorge (1905–1981), chilenischer Komponist
- Urrutia, Aliecer (* 1974), kubanischer Dreispringer
- Urrutia, Antonio (* 1961), mexikanischer Filmregisseur, Autor und Drehbuchschreiber
- Urrutia, Francisco José (1870–1950), kolumbianischer Jurist, Diplomat und Politiker
- Urrutia, Isabel (* 2002), kolumbianische Leichtathletin
- Urrutia, Karla (* 1994), mexikanische Squashspielerin
- Urrutia, Manuel (1901–1981), kubanischer PolitikerManuel Urrutia (1901–1981)

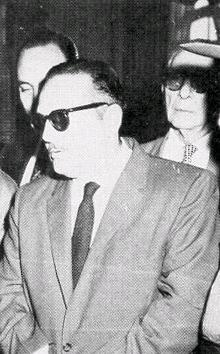
Manuel Urrutia (1901–1981)

- Urrutia, María Isabel (* 1965), kolumbianische Gewichtheberin und Leichtathletin
- Urrutia, Martin (* 2005), spanischer Sänger
- Urrutia, Patricio (* 1977), ecuadorianischer Fußballspieler
- Urrutia, Santiago (* 1996), uruguayischer Automobilrennfahrer
- Urrutia, Yosiris (* 1986), kolumbianische Weit- und Dreispringerin
- Urruticoechea, Javier (1952–2001), spanischer Fußballtorhüter
- Urrutigoity, Carlos, römisch-katholischer Generalvikar des Bistums Ciudad del Este, Paraguay
- Urrutikoetxea, Josu (* 1950), mutmaßliches Mitglied der Führungsspitze der baskischen Terrororganisation ETA
- Urruzmendi, José (* 1944), uruguayischer Fußballspieler
- Urruzola Pagazaurtundua, Julen (* 2002), spanischer Handballspieler
- Urry, C. Megan (* 1955), US-amerikanische Astrophysikerin
- Urry, John (1946–2016), britischer Soziologe und Hochschullehrer
- Urry, Lewis (1927–2004), kanadischer Chemie-Ingenieur und Erfinder

### Urs
- Urs de Margina, David (1816–1897), österreichischer Offizier (Oberst) und Theresienritter
- Ursache, Adrian (* 1974), deutscher Aktivist der Reichsbürgerbewegung
- Ursache, Sandra (* 1978), deutsches ehemaliges Fotomodell und Schönheitskönigin
- Ursatii, Egor (* 1983), moldauischer Badmintonspieler
- Urschel, John (* 1991), kanadischer Mathematiker und ehemaliger American-Football-Spieler
- Urschel, Reinhard (* 1952), deutscher Journalist und Buchautor
- Urschenbeck, Christoph David von (1576–1636), österreichischer Adliger und Beamter
- Urschenbeck, Georg Bernhard von (1551–1624), österreichischer Adliger und Beamter
- Urschlechter, Andreas (1919–2011), deutscher Jurist und Politiker (SPD, parteilos)
- Ursea, Adrian (* 1967), rumänischer Fußballtrainer und früherer Fußballspieler
- Ursell, Fritz (1923–2012), deutsch-britischer angewandter Mathematiker
- Urselmann, Michael (* 1966), deutscher Betriebswirt
- Urselmann, Wiltrud (* 1942), deutsche Schwimmerin
- Ursenbacher, Alexander (* 1996), Schweizer SnookerspielerAlexander Ursenbacher (* 1996)

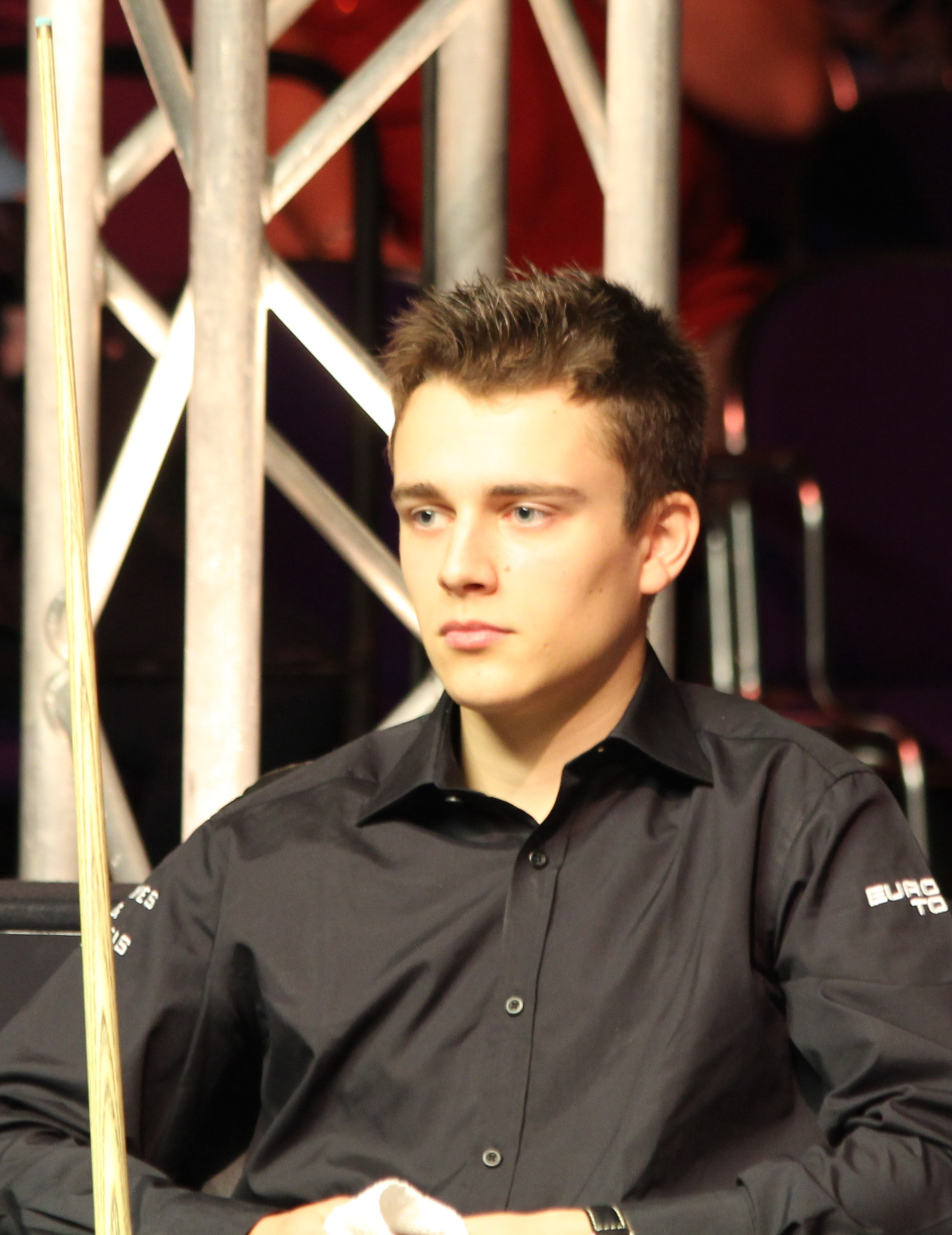
Alexander Ursenbacher (* 1996)

- Urshan, Andrew David (1884–1967), kadscharischer Assyrer, Evangelist und Schriftsteller
- Ursi, Corrado (1908–2003), italienischer Kardinal der römisch-katholischen Kirche und Erzbischof von Neapel
- Ursi, Giorgio (1942–1982), italienischer Bahnradsportler
- Ursic, Iwan (* 1976), Schweizer Handballspieler
- Ursicinus, alamannischer Gaukönig
- Ursicinus, Eremit und Heiliger
- Ursicinus, römischer Heermeister
- Ursicinus von Ravenna, Heiliger der christlichen Kirche und Märtyrer
- Ursicinus von Ravenna, Erzbischof der katholischen Kirche
- Ursillo, Fabio († 1759), italienischer Lautenist und Komponist
- Ursin, Georg Frederik (1797–1849), dänischer Mathematiker
- Ursin, Josef (1822–1896), österreichischer Politiker, Abgeordneter zum Reichsrat
- Ursin, Josef (1863–1932), österreichischer Politiker (GdP), Abgeordneter zum Nationalrat
- Ursin, Karl (1901–1973), österreichischer Mediziner und Persönlichkeit des völkischen Flügels des österreichischen Wandervogels
- Ursin, Rupert (* 1973), österreichischer Physiker
- Ursino, Gennaro, italienischer Komponist des Barock
- Ursinus, Gegenbischof von Rom
- Ursinus, Bischof von Konstanz
- Ursinus von Bourges, erster Bischof von Bourges
- Ursinus von Konstanz, Bischof von Konstanz
- Ursinus, Alfred (1880–1966), deutscher Autor, evangelischer Theologe, Philosoph und Oberstudienrat
- Ursinus, Benjamin (1587–1633), deutscher Astronom und Mathematiker
- Ursinus, Benjamin (1646–1720), kurfürstlich kurbrandenburgischer Hofprediger, evangelisch-reformierter Bischof
- Ursinus, Erhard (1706–1785), königlich preußischer geheimer Kriegs-, Domänen- und Oberfinanzrat
- Ursinus, Franz (1569–1615), Titularbischof von Nicopolis und Weihbischof in Breslau
- Ursinus, Hans-Joachim (* 1945), deutscher Handballspieler und -trainer
- Ursinus, Johann Henrich (1608–1667), deutscher Theologe und humanistisch-theologischer Gelehrter und Autor
- Ursinus, Katharina (* 1989), deutsche Schauspielerin
- Ursinus, Leonhard (1618–1664), deutscher Mediziner und Botaniker
- Ursinus, Michael (* 1950), deutscher Islamwissenschaftler
- Ursinus, Oskar (1878–1952), deutscher Tiefbauingenieur und Luftfahrtpionier
- Ursinus, Peter (1946–2012), deutscher Fotograf
- Ursinus, Sophie Charlotte Elisabeth (1760–1836), deutsche SerienmörderinSophie Charlotte Elisabeth Ursinus (1760–1836)

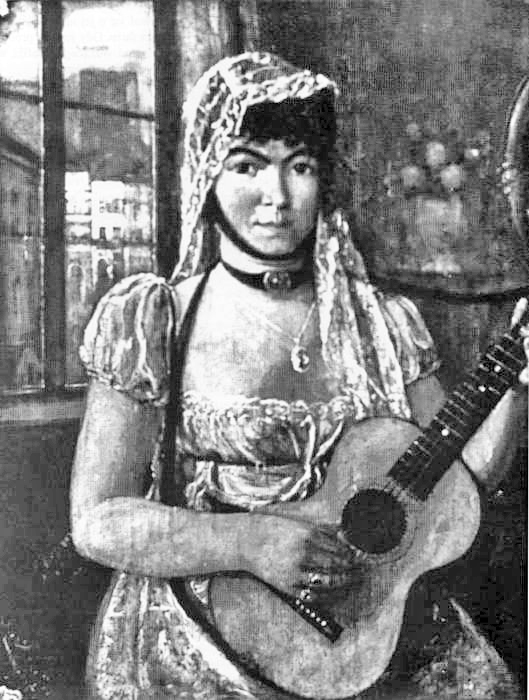
Sophie Charlotte Elisabeth Ursinus (1760–1836)

- Ursinus, Theodor Christoph (1702–1748), deutscher Philosoph und Mediziner
- Ursinus, Zacharias (1534–1583), deutscher reformierter Theologe und Dogmatiker
- Ursíny, Ján (1896–1972), tschechoslowakischer und slowakischer Politiker der Agrarierpartei
- Urška Ferligoj (1526–1544), slowenische Schäferin und marianische Seherin
- Urslingen, Reinold von, deutscher Adliger
- Ursmar von Lobbes (* 644), Abt, Bischof und Heiliger
- Urso von Salerno († 1225), italienischer Arzt, Philosoph und Autor
- Urso, Adolfo (* 1957), italienischer Politiker
- Urso, Alberto (* 1997), italienischer Sänger
- Urso, Camilla (1842–1902), französische Geigerin und Musikpädagogin
- Urso, Júnior (* 1989), brasilianischer Fußballspieler
- Urso, Kirk (1990–2012), US-amerikanischer Fußballspieler
- Urso, Paolo (* 1940), italienischer Geistlicher, emeritierter Bischof von Ragusa
- Urso, Phil (1925–2008), US-amerikanischer Jazz-Saxophonist (Tenorsaxophon, Baritonsaxophon, Altsaxophon) und Komponist
- Urson de Nemours († 1233), Berater Ludwigs VIII. und Ludwigs IX.
- Urspruch, Anton (1850–1907), deutscher Komponist
- Urspruch, Christine (* 1970), deutsche Schauspielerin und HörspielsprecherinChristine Urspruch (* 1970)

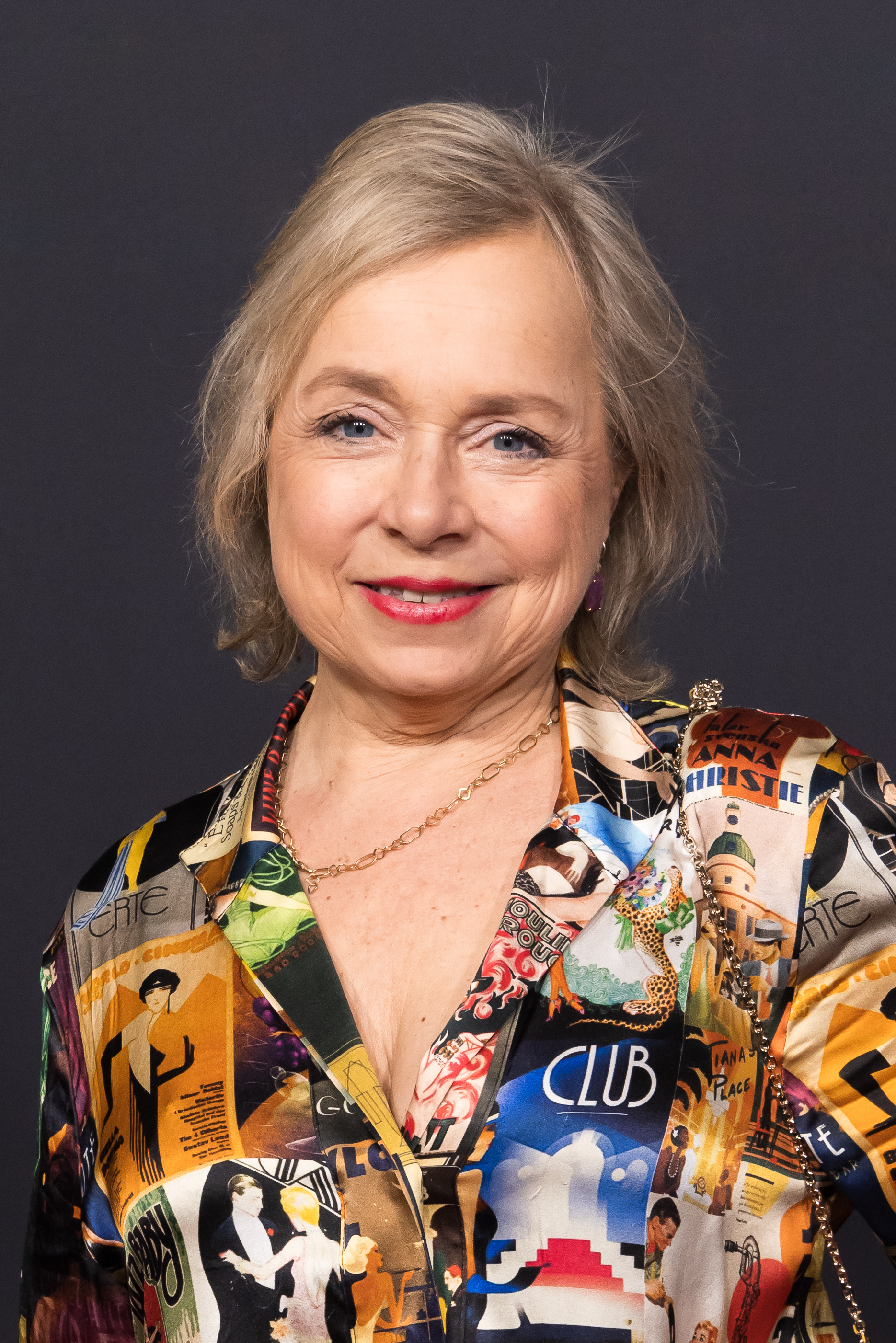
Christine Urspruch (* 1970)

- Ursprung, Albert (1862–1935), Schweizer Richter und Politiker (FDP)
- Ursprung, Alfred (1876–1952), Schweizer Botaniker
- Ursprung, Gustav Adolf (1865–1923), Schweizer Politiker und Richter
- Ursprung, Heinrich (1932–2024), Schweizer Biologe und Wissenschaftsmanager
- Ursprung, Heinrich W. (1951–2021), Schweizer Ökonom
- Ursprung, Johannes (* 1991), deutscher Ruderer
- Ursprung, Otto (1879–1960), deutscher Musikwissenschaftler
- Ursprung, Philip (* 1963), Schweizer Kunsthistoriker
- Urstadt, Otto (1868–1945), deutscher Politiker (Fortschritt, DDP)
- Urstöger, Felix (1910–1941), österreichisch-deutscher Politiker (NSDAP), MdR
- Ursu, Octavian (* 1967), rumänisch-deutscher Politiker (CDU), MdL, OberbürgermeisterOctavian Ursu (* 1967)

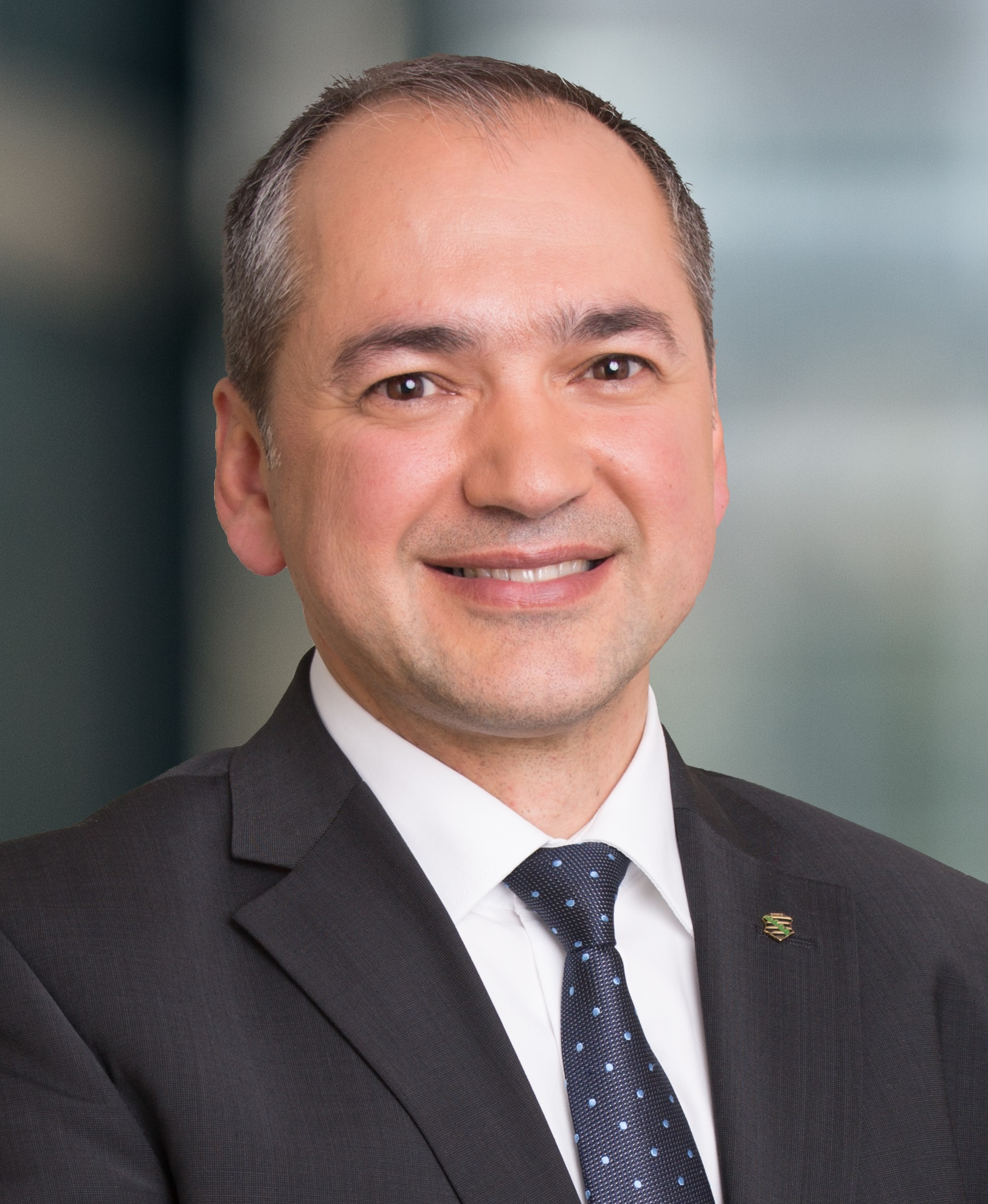
Octavian Ursu (* 1967)

- Ursu, Sergiu (* 1980), rumänischer Diskuswerfer moldauischer Herkunft
- Ursu, Vasile (* 1948), moldauischer Politiker
- Ursua, Amado (* 1956), mexikanischer Boxer im Halbfliegengewicht
- Ursúa, Pedro de († 1561), spanischer Konquistador
- Ursul, Sergej (1952–2021), litauischer Politiker
- Ursula, Tochter des Johannes II. von Waldburg, Ehefrau des Ulrich von Starkenberg, in die Starkenberger Fehde involviert
- Ursula (1510–1586), letzte Äbtissin des Klarissenklosters Ribnitz
- Ursula von Brandenburg (1450–1508), Herzogin von Münsterberg und Oels, Gräfin von Glatz
- Ursula von Brandenburg (1488–1510), Herzogin zu Mecklenburg
- Ursula von Dobeneck, Äbtissin des Klarissenklosters Hof
- Ursula von Habsburg-Laufenburg († 1456), Gräfin von Habsburg-Laufenburg
- Ursula von Köln, Kölner Legendenfigur
- Ursula von Pfalz-Veldenz-Lützelstein (1572–1635), Herzogin von Württemberg
- Ursula von Sachsen-Lauenburg († 1620), Herzogin von Braunschweig-Dannenberg
- Ursula von Truppach († 1526), vorletzte Äbtissin des Klosters Schlüsselau
- Ursula zur Lippe (1598–1638), durch Heirat Gräfin von Nassau-Hadamar
- Ursuleac, Viorica (1894–1985), österreichische Opernsängerin (dramatischer Sopran)
- Ursuleasa, Mihaela (1978–2012), rumänische Pianistin
- Ursull, Joëlle (* 1960), französische Sängerin
- Ursus, Mitdoge von Venedig
- Ursus von Aosta, katholischer Priester
- Ursus von Solothurn, Märtyrer
- Ursuta, Andra (* 1979), rumänische Installationskünstlern
- Urszinyi, Maria, deutsche Tischtennisspielerin
- Urszula (* 1960), polnische Rock-/Pop-Sängerin

### Urt
- Urtak († 664 v. Chr.), elamitischer König
- Urtāns, Māris (* 1981), lettischer Kugelstoßer
- Urtasun, Ernest (* 1982), spanischer Wirtschaftswissenschaftler, Diplomat und Politiker (ICV), MdEP
- Urtasun, Pablo (* 1980), spanischer Radrennfahrer
- Urteaga Loidi, Juan (1914–1990), spanischer Organist, Chorleiter, Musikpädagoge und Komponist
- Urteaga, Irma (1929–2022), argentinische Komponistin und Pianistin
- Urteaga, Juan (* 1972), US-amerikanischer Musiker und Musikproduzent
- Urteil, Andreas (1933–1963), österreichischer Bildhauer und Zeichner
- Urtel, Hermann (1873–1926), deutscher Romanist
- Urtel, Martin (1914–1989), deutscher Schauspieler
- Urtel, Rudolf (1906–1954), deutscher Fernsehpionier
- Urtez, Anissa (* 1995), US-amerikanisch-mexikanische Softballspielerin
- Urthaler, Eva (* 1977), österreichische Regisseurin und Artdirectorin
- Urthaler, Ulrich (* 1957), deutscher Schriftsteller und Unternehmer
- Urtiaga, Domingo, spanischer Architekt und Bildhauer
- Urtić, Marijan (* 1991), kroatischer Fußballspieler
- Urtizberea, Santiago (1909–1985), baskisch-spanischer Fußballspieler
- Urton, Gary (* 1946), US-amerikanischer Anthropologe und Hochschullehrer
- Urtreger, René (* 1934), französischer Jazzpianist
- Urtubia, Lucio (1931–2020), spanischer Anarchist

### Uru
- Uru, Jade (* 1987), neuseeländischer Ruderer
- Uru, Storm (* 1985), neuseeländischer Ruderer
- Urubko, Denis (* 1973), polnisch-kasachischer BergsteigerDenis Urubko (* 1973)

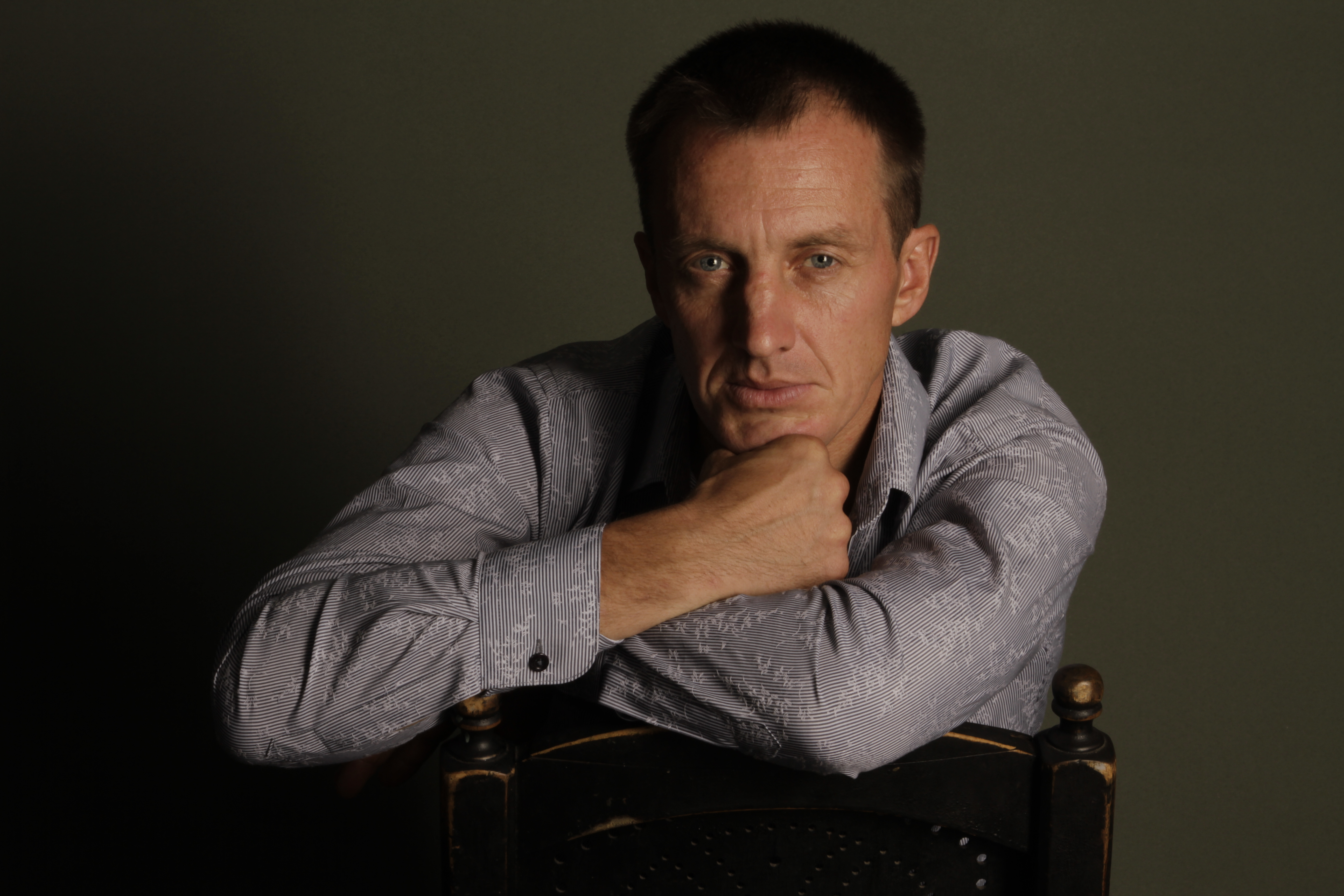
Denis Urubko (* 1973)

- Uruç, Emre Uğur (* 1994), türkischer Fußballspieler
- Urueta, Cordelia (1908–1995), mexikanische Malerin
- Üruğ, Necdet (1921–2021), türkischer General
- Urukagina, sumerischer Herrscher des dritten vorchristlichen Jahrtausends
- Uruma, Iwao (* 1945), japanischer Politiker
- Uruma, Tomeju (1902–1999), japanischer Eisschnellläufer
- Urumow, Wladimir (* 1990), bulgarischer Gewichtheber
- Urunau, Maruco Antônio (* 1970), brasilianischer Fußballspieler
- Uruno, Jun (* 1979), japanischer Fußballspieler
- Urunov, Oston (* 2000), usbekischer Fußballspieler
- Uruschadse, Lewan (1964–2013), georgischer Historiker
- Uruschadse, Ramas (1939–2012), sowjetischer Fußballspieler
- Uruschadse, Sasa (1965–2019), georgischer Regisseur und Drehbuchautor
- Urusemal, Joseph J. (* 1952), mikronesischer Politiker, Präsident der Föderierten Staaten von Mikronesien
- Urushev, Ilya (* 1987), estnischer Eishockeyspieler
- Urushibara, Yuki (* 1974), japanische Manga-Zeichnerin
- Urushihara, Satoshi (* 1966), japanischer Mangaka
- Uruski, Seweryn (1817–1890), polnisch-russischer Adelsrepräsentant
- Urussewski, Sergei Pawlowitsch (1908–1974), sowjetischer Kameramann und Regisseur
- Urussow, Semjon Nikititsch (1926–1991), sowjetischer Geotechniker
- Urussow, Sergei Semjonowitsch (1827–1897), russischer Schachspieler
- Urutschew, Wladimir (* 1954), bulgarischer Politiker, MdEP

### Urv
- Urválek, Josef (1910–1979), tschechoslowakischer Generalstaatsanwalt, Hauptankläger im Slánský-Prozess
- Urvoas, Jean-Jacques (* 1959), französischer Politiker (PS), Mitglied der Nationalversammlung

### Urw
- ʿUrwa ibn az-Zubair, Traditionarier und Historiograph der Frühzeit des Islams
- Urwald, Georges (* 1971), luxemburgischer Komponist, Arrangeur, Musiker, Bandleader und Musikpädagoge
- Urwanzew, Nikolai Nikolajewitsch (1893–1985), sowjetischer Geologe und Polarforscher
- Urweider, Raphael (* 1974), Schweizer Schriftsteller und Musiker
- Urweider, Sascha (* 1980), Schweizer Radrennfahrer
- Urwick, Lyndall (1891–1983), britischer Unternehmensberater
- Urwin, Derek William (* 1939), britischer Politikwissenschaftler und Hochschullehrer
- Urwin, Gregory J. W. (* 1955), US-amerikanischer Militärhistoriker
- Urwin, Jack (* 1992), britischer Journalist und Autor
- Urwyler, Hans (1925–1994), Schweizer Geistlicher, Stammapostel der Neuapostolischen Kirche
- Urwyler, Natalie (* 1973), Schweizer Anästhesiologin
- Urwyler, Stephan (* 1961), Schweizer Komponist und Jazzmusiker

### Ury
- Ury, Adolf (1849–1915), deutscher Rabbi und Politiker
- Ury, David (* 1973), US-amerikanischer Schauspieler und Comedian
- Ury, Else (1877–1943), deutsche Schriftstellerin und KinderbuchautorinElse Ury (1877–1943)

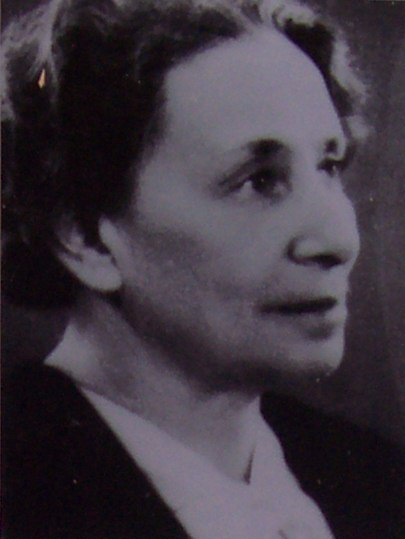
Else Ury (1877–1943)

- Ury, Lesser (1861–1931), deutscher Maler und Grafiker
- Ury, Tanya (* 1951), britisch-deutsche Künstlerin, Autorin und Kuratorin
- Ury, William, US-amerikanischer Autor, Akademiker, Anthropologe und Verhandlungsexperte
- Uryga, Mirosław (* 1962), polnischer Radrennfahrer
- Uryga, Wioletta (* 1968), polnische Langstreckenläuferin
- Urysohn, Pawel Samuilowitsch (1898–1924), russischer Mathematiker
- Urytschew, Juri Olegowitsch (1991–2011), russischer Eishockeyspieler
- Uryū, Kōsei (* 1996), japanischer Fußballspieler
- Uryū, Sotokichi (1857–1937), japanischer Admiral
- Urywskyj, Iwan (* 1990), ukrainischer Theaterregisseur

### Urz
- Urzainqui Miqueleiz, Inmaculada (* 1947), spanische Hispanistin
- Urzaiz, Ismael (* 1971), spanischer Fußballspieler
- Urzana, König von Musasir
- Urzędowska, Kamila (* 1994), polnische Schauspielerin
- Urzendowsky, Lena (* 2000), deutsche SchauspielerinLena Urzendowsky (* 2000)

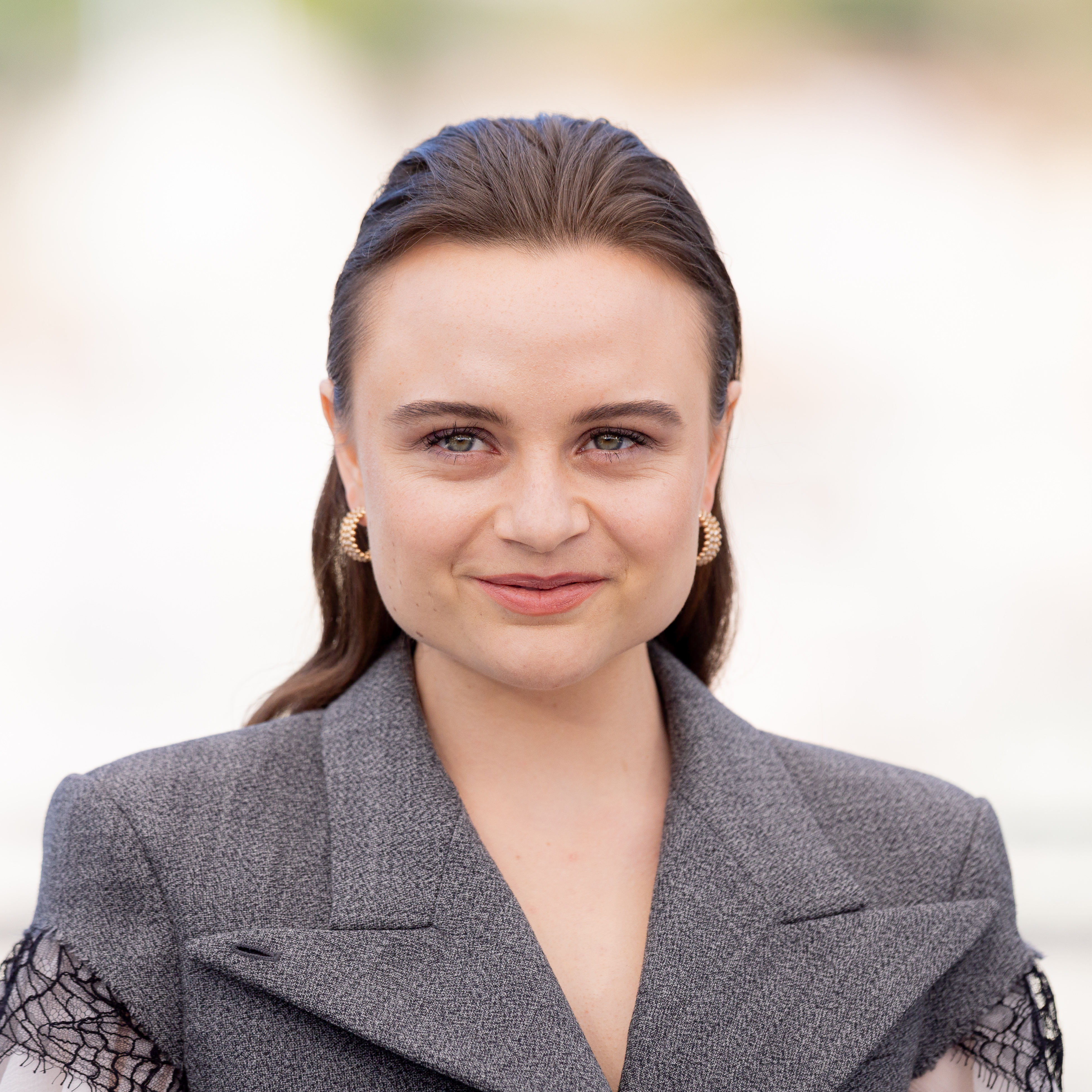
Lena Urzendowsky (* 2000)

- Urzendowsky, Sebastian (* 1985), deutscher Schauspieler
- Urzi, Agustín (* 2000), argentinischer Fußballspieler
- Urzì, Alessandro (* 1966), italienischer Politiker
- Urzì, Saro (1913–1979), italienischer Schauspieler
- Urzică, Marius (* 1975), rumänischer Kunstturner
- Urzidil, Gertrude (1898–1977), deutschsprachige Dichterin in Prag und New York
- Urzidil, Johannes (1896–1970), österreichisch-tschechoslowakischer Schriftsteller
- Urzigurumaš, babylonischer König